# Bressuire
Bressuire (Brsuire ou Brseùire en poitevin) est une commune du Centre-Ouest de la France, située dans le département des Deux-Sèvres dont elle est l'une des deux sous-préfectures (avec Parthenay), au sein de la région Nouvelle-Aquitaine.
Ses habitants sont appelés les Bressuirais et Bressuiraises.
Avec 20 000 habitants (2022), il s'agit de la deuxième commune la plus peuplée des Deux-Sèvres et de la plus grande du département en superficie.
Bressuire est le siège de la communauté d'agglomération du Bocage bressuirais, regroupant trente-trois communes et 74 140 habitants (2022).
C'est la capitale du Pays du bocage Bressuirais, qui comprend les cantons de Bressuire, de Moncoutant, de Cerizay, d'Argenton-les-Vallées et de Mauléon.

## Géographie

### Localisation
La commune de Bressuire est située au cœur du Bocage bressuirais, à la lisière du pays vendéen, au nord-ouest du département des Deux-Sèvres, à environ 30 kilomètres de Parthenay (au sud-est), environ 25 kilomètres de Thouars (au nord-est) et à 40 kilomètres de Cholet (au nord-ouest).

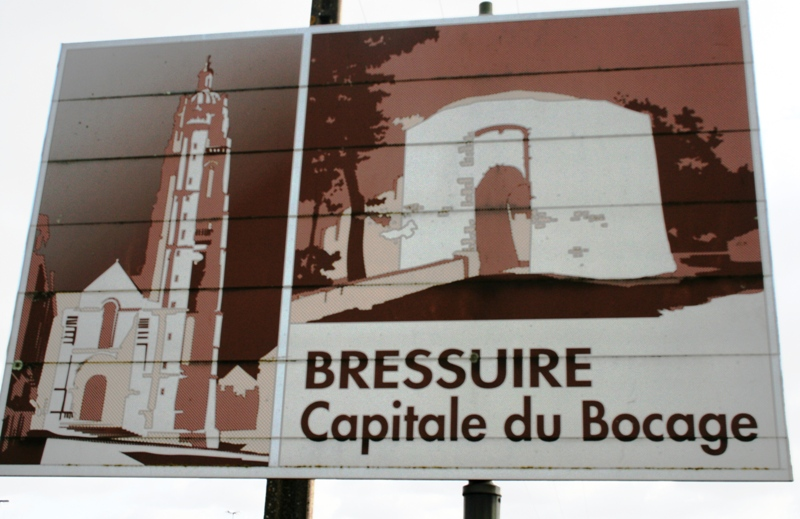
Bressuire, capitale du Bocage.

La commune de Bressuire est située au cœur du Bocage bressuirais, à la lisière du pays vendéen, au nord-ouest du département des Deux-Sèvres, à environ 30 kilomètres de Parthenay (au sud-est), environ 25 kilomètres de Thouars (au nord-est) et à 40 kilomètres de Cholet (au nord-ouest).

### Communes limitrophes
| Nueil-les-Aubiers, Bretignolles | Voulmentin, Saint-Aubin-du-Plain, Argentonnay | Coulonges-Thouarsais, Luché-Thouarsais |
| Cirières                        | Bressuire                                     | Geay, Faye-l'Abbesse                   |
| La Forêt-sur-Sèvre, Courlay     | Chanteloup                                    | Chiché, Boismé                         |

### Voies de communication et transports
La commune de Bressuire  est à environ une heure de route de grandes agglomérations de l'Ouest : Nantes, Poitiers, Angers, sur la route nationale 149 (E62) — la RN 249 — reliant Nantes à Poitiers.
La gare de Bressuire est desservie par des liaisons quotidiennes vers Tours via Saumur et vers La Roche-sur-Yon en TER, ainsi que vers Les Sables-d'Olonne les week-ends de mai à septembre et quotidiennement en juillet et août.
| Ligne | Caractéristiques             | Caractéristiques             | Caractéristiques             | Caractéristiques              | Caractéristiques             | Caractéristiques              | Caractéristiques             | Caractéristiques             | Caractéristiques             |
| ----- | ---------------------------- | ---------------------------- | ---------------------------- | ----------------------------- | ---------------------------- | ----------------------------- | ---------------------------- | ---------------------------- | ---------------------------- |
| 10    | BRESSUIRE ↔ Thouars ↔ SAUMUR | BRESSUIRE ↔ Thouars ↔ SAUMUR | BRESSUIRE ↔ Thouars ↔ SAUMUR | BRESSUIRE ↔ Thouars ↔ SAUMUR  | BRESSUIRE ↔ Thouars ↔ SAUMUR | BRESSUIRE ↔ Thouars ↔ SAUMUR  | BRESSUIRE ↔ Thouars ↔ SAUMUR | BRESSUIRE ↔ Thouars ↔ SAUMUR | BRESSUIRE ↔ Thouars ↔ SAUMUR |
|       | Longueur 155,8 km            | Durée 0 h 55                 | Nb. arrêts 4                 | Soirée / Dimanche - Férié · / | Horaires 5 h 57 - 20 h 45    | Réseau TER Nouvelle-Aquitaine |                              |                              |                              |

Bressuire est également desservie par les lignes du réseau urbain et interurbain Tréma (lignes 1 à 8 et 105, 106, 107, 108, 109, 110 et 113), et par les lignes 11, 13, 14 et 19 du réseau régional. 

### Climat
Le climat qui caractérise la commune est qualifié, en 2010, de « climat océanique altéré », selon la typologie des climats de la France qui compte alors huit grands types de climats en métropole. En 2020, la commune ressort du même type de climat dans la classification établie par Météo-France, qui ne compte désormais, en première approche, que cinq grands types de climats en métropole. Il s’agit d’une zone de transition entre le climat océanique, le climat de montagne et le climat semi-continental. Les écarts de température entre hiver et été augmentent avec l'éloignement de la mer. La pluviométrie est plus faible qu'en bord de mer, sauf aux abords des reliefs.
Les paramètres climatiques qui ont permis d’établir la typologie de 2010 comportent six variables pour les températures et huit pour les précipitations, dont les valeurs correspondent à la normale 1971-2000. Les sept principales variables caractérisant la commune sont présentées dans l'encadré ci-après.
| Paramètres climatiques communaux sur la période 1971-2000 - Moyenne annuelle de température : 11,1 °C - Nombre de jours avec une température inférieure à −5 °C : 2 j - Nombre de jours avec une température supérieure à 30 °C : 3,8 j - Amplitude thermique annuelle : 14,5 °C - Cumuls annuels de précipitation : 888 mm - Nombre de jours de précipitation en janvier : 12,5 j - Nombre de jours de précipitation en juillet : 7 j |

Avec le changement climatique, ces variables ont évolué. Une étude réalisée en 2014 par la Direction générale de l'Énergie et du Climat complétée par des études régionales prévoit en effet que la  température moyenne devrait croître et la pluviométrie moyenne baisser, avec toutefois de fortes variations régionales. La station météorologique de Météo-France installée sur la commune et mise en service en 1990 permet de connaître en continu l'évolution des indicateurs météorologiques. Le tableau détaillé pour la période 1981-2010 est présenté ci-après.
| Mois                                  | jan.             | fév.           | mars           | avril         | mai           | juin          | jui.         | août          | sep.          | oct.            | nov.            | déc.             | année      |
| ------------------------------------- | ---------------- | -------------- | -------------- | ------------- | ------------- | ------------- | ------------ | ------------- | ------------- | --------------- | --------------- | ---------------- | ---------- |
| Température minimale moyenne (°C)     | 2,3              | 2,2            | 3,8            | 5,3           | 8,9           | 11,8          | 13,4         | 13,6          | 10,6          | 8,8             | 4,8             | 2,4              | 7,4        |
| Température moyenne (°C)              | 5,1              | 5,7            | 8,1            | 10,2          | 14,1          | 17,8          | 19,5         | 19,8          | 16,1          | 12,7            | 8               | 5,1              | 11,9       |
| Température maximale moyenne (°C)     | 7,8              | 9,2            | 12,4           | 15,1          | 19,3          | 23,7          | 25,6         | 26            | 21,7          | 16,7            | 11,1            | 7,8              | 16,4       |
| Record de froid (°C) date du record   | −12,1 02.01.1997 | −11,2 12.02.12 | −11,7 01.03.05 | −3,9 07.04.08 | −0,7 14.05.10 | 3,2 01.06.06  | 5,9 10.07.04 | 5,4 21.08.14  | 2,5 20.09.12  | −3,1 29.10.1997 | −7,4 22.11.1993 | −10,6 29.12.1996 | −12,1 1997 |
| Record de chaleur (°C) date du record | 16,5 24.01.16    | 22,1 27.02.19  | 23,9 31.03.21  | 27,8 30.04.05 | 32,1 29.05.01 | 38,6 27.06.19 | 39 23.07.19  | 39,9 05.08.03 | 34,1 14.09.20 | 30,4 02.10.11   | 21,5 01.11.15   | 17,7 15.12.1998  | 39,9 2003  |
| Précipitations (mm)                   | 96,4             | 65,6           | 62,1           | 66,1          | 63,2          | 40,9          | 54,6         | 51,8          | 62,5          | 102,6           | 95,3            | 99,7             | 860,8      |

## Urbanisme

### Typologie
Au 1er janvier 2024, Bressuire est catégorisée bourg rural, selon la nouvelle grille communale de densité à sept niveaux définie par l'Insee en 2022.
Elle appartient à l'unité urbaine de Bressuire, une unité urbaine monocommunale constituant une ville isolée,. Par ailleurs la commune fait partie de l'aire d'attraction de Bressuire, dont elle est la commune-centre,. Cette aire, qui regroupe 19 communes, est catégorisée dans les aires de moins de 50 000 habitants,.

### Occupation des sols
L'occupation des sols de la commune, telle qu'elle ressort de la base de données européenne d’occupation biophysique des sols Corine Land Cover (CLC), est marquée par l'importance des territoires agricoles (91,9 % en 2018), en diminution par rapport à 1990 (94,9 %). La répartition détaillée en 2018 est la suivante : 
zones agricoles hétérogènes (33 %), prairies (32,3 %), terres arables (26,3 %), zones urbanisées (5,2 %), zones industrielles ou commerciales et réseaux de communication (1,7 %), forêts (0,7 %), espaces verts artificialisés, non agricoles (0,3 %), cultures permanentes (0,2 %), eaux continentales (0,2 %). L'évolution de l’occupation des sols de la commune et de ses infrastructures peut être observée sur les différentes représentations cartographiques du territoire : la carte de Cassini (XVIIIe siècle), la carte d'état-major (1820-1866) et les cartes ou photos aériennes de l'IGN pour la période actuelle (1950 à aujourd'hui).

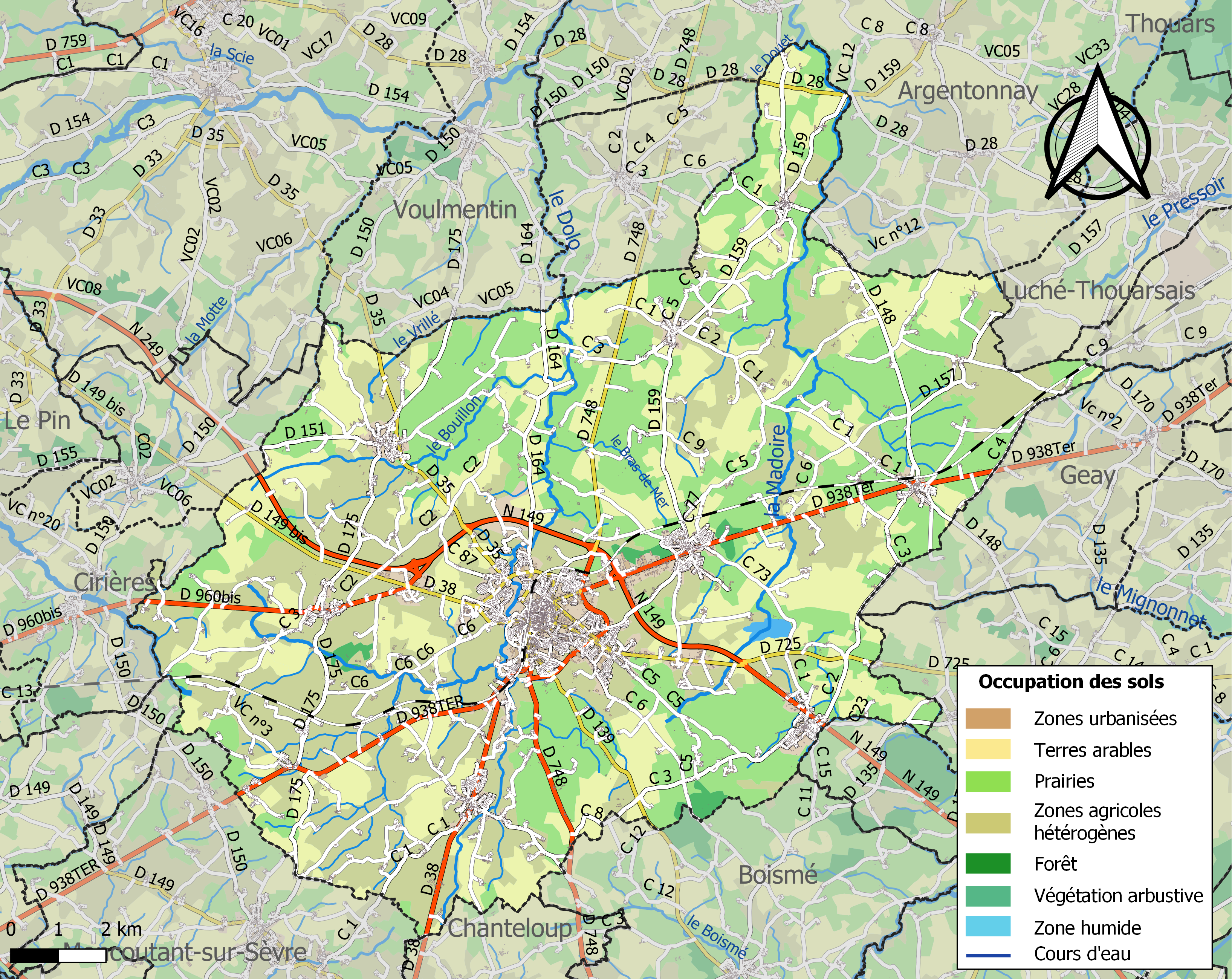
Carte des infrastructures et de l'occupation des sols de la commune en 2018 (CLC).

### Risques majeurs
Le territoire de la commune de Bressuire est vulnérable à différents aléas naturels : météorologiques (tempête, orage, neige, grand froid, canicule ou sécheresse), inondations, mouvements de terrains et séisme (sismicité modérée). Il est également exposé à un risque technologique, le transport de matières dangereuses, et à un risque particulier : le risque de radon. Un site publié par le BRGM permet d'évaluer simplement et rapidement les risques d'un bien localisé soit par son adresse soit par le numéro de sa parcelle.

#### Risques naturels
Certaines parties du territoire communal sont susceptibles d’être affectées par le risque d’inondation par débordement de cours d'eau, notamment la Joyette, l'Argenton, le Dolo et la Madoire. La commune a été reconnue en état de catastrophe naturelle au titre des dommages causés par les inondations et coulées de boue survenues en 1982, 1983, 1991, 1995, 1997, 1999, 2010, 2018 et 2021,.

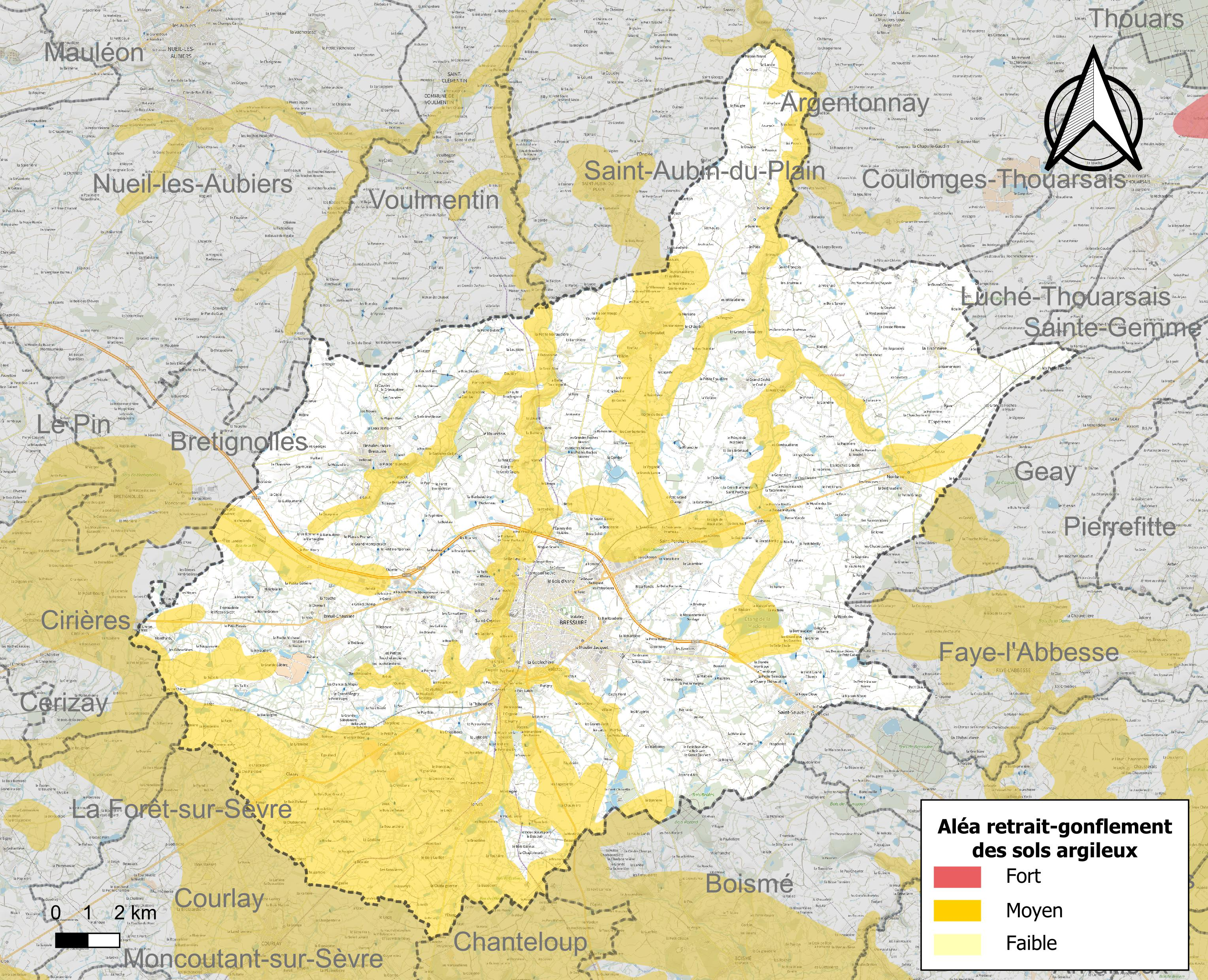
Carte des zones d'aléa retrait-gonflement des sols argileux de Bressuire.

Les mouvements de terrains susceptibles de se produire sur la commune sont des tassements différentiels. Le retrait-gonflement des sols argileux est susceptible d'engendrer des dommages importants aux bâtiments en cas d’alternance de périodes de sécheresse et de pluie. 32,4 % de la superficie communale est en aléa moyen ou fort (54,9 % au niveau départemental et 48,5 % au niveau national). Depuis le 1er octobre 2020, en application de la loi ELAN, différentes contraintes s'imposent aux vendeurs, maîtres d'ouvrages ou constructeurs de biens situés dans une zone classée en aléa moyen ou fort,.
La commune a été reconnue en état de catastrophe naturelle au titre des dommages causés par la sécheresse en 1989, 1991, 1996, 1997, 2003, 2006, 2011 et 2017 et par des mouvements de terrain en 1999.

#### Risque particulier
Dans plusieurs parties du territoire national, le radon, accumulé dans certains logements ou autres locaux, peut constituer une source significative d’exposition de la population aux rayonnements ionisants. Selon la classification de 2018, la commune de Bressuire est classée en zone 3, à savoir zone à potentiel radon significatif.

## Toponymie
Le nom de la ville est attesté, sous les formes Segora au IVe siècle, sous les formes latinisées Berzoriacum vers 1030 et Berzorium entre 1073 et 1100, Brochorium en 1150, puis Bressuyre en 1376.
La première forme latinisée est fantaisiste (confusion avec les noms en -acum). La seconde explique l'évolution en « Bressuire ».
On y voit un composé gaulois de briva (« pont ») et Segora, qui est probablement l'ancien nom du Dolo, rivière qui traverse Bressuire. La voie romaine Poitiers - Nantes traversait cette rivière à cet endroit ; d'où « pont sur la Segora ».
On peut y reconnaître le gaulois durone, porte > marché enclos, place, forum > ville close, bourg, qui donne différentes finales dans la toponymie française. Le premier élément est obscur. Albert Dauzat et Charles Rostaing y voient le nom de personne gaulois Brictius (Brice), cependant il s'agit plutôt du théonyme dont est tiré l'anthroponyme Brictae, Brixtae attesté à Luxeuil, issu du gaulois brixta, brixtom, magie.
En poitevin, Bressuire a pour nom Brsuire, prononcé Bersuire ou Beursuire. Si l’appellation Brsuire parait la plus répandue, l'on peut semble-t-il retrouver également la dénomination "Berseure", à en croire le paysan nueillaubrais Eugène Bernier qui l'utilise en tout cas dans l'un de ses poèmes. La forme poitevine "Brseùire" permet dès lors d'englober également cette dernière variante de prononciation.

## Histoire
Bressuire existait peut-être dès l'époque celtique et aux temps gallo-romains mais le site actuel de la ville ne renferme aucun reste archéologique de cette époque découvert à ce jour. Les premiers témoignages sur l'existence de la ville ne remontent qu'au XIe siècle avec la mention de l'église Saint-Cyprien à proximité du castrum berzoriacum.
La cité médiévale (« Castrum Berzoriacum ») dépendait de la vicomté de Thouars et comportait, au Moyen Âge au moins, trois paroisses : Notre-Dame, Saint-Jean et Saint-Nicolas. Cette dernière, située dans l'enceinte du château et aujourd'hui disparue (les fondations de la crypte seraient encore enfouies sous terre), dépendait de l'abbaye de Saint-Jouin-de-Marne.
L'église Saint-Jean s'élevait à l'est du château. Plusieurs prieurés étaient actifs dans les faubourgs :  Saint-Cyprien et Saint-Jacques, ainsi que Sainte-Catherine  relevaient soit de l'abbaye Sainte-Croix de Poitiers, soit de l’abbaye de La Réau (actuel département de la Vienne). Le prieuré de Saint-Jacques était un lieu de fête pour les pèlerins de passage.
Existait également l'église des Cordeliers qui jouxtait le monastère du même nom dans le centre de la ville, à l'emplacement de l'actuelle Hôtel de Ville.
Son château médiéval (aujourd'hui en ruines) est situé sur un éperon rocheux qui surplombe la paroisse Saint-Cyprien et son prieuré que le vicomte de Thouars abandonne vers 1030 aux moines de l'abbaye Saint-Cyprien de Poitiers. La double enceinte du château, ainsi que l'enceinte urbaine sont établies au XIIIe siècle avec de nombreuses tours et cinq portes, entourant les deux paroisses situées hors du château (Notre-Dame et Saint-Jean). La famille Beaumont-Bressuire, seigneur de Bressuire jusqu'au XVIe siècle, accorde des franchises au bourg en 1190 (abandon des droits de mutation, abandon des réquisitions en chevaux et armes, notamment). Ils font également élever l'église Notre-Dame à la fin du XIe siècle; elle fut remaniée au début du XVIe avec la construction du vaste chevet plat et du magnifique clocher haut de 56 mètres, véritable phare de la ville alors en développement.
La guerre de Cent Ans met à l'épreuve le château et la ville. À la fin de 1370, Du Guesclin investit la place alors aux mains des Anglais.
Au XVe siècle, les Franciscains implantent le premier couvent de la ville : le monastère des Cordeliers, qui est détruit au début du XIXe siècle pour la construction de l'actuel hôtel de ville.
Du Moyen Âge au XVe siècle, Bressuire prospère et la cité est reconnue notamment pour son activité drapière.
Son seigneur, Jacques de Beaumont, Chambellan du roi Louis XI renforce le prestige de la ville.

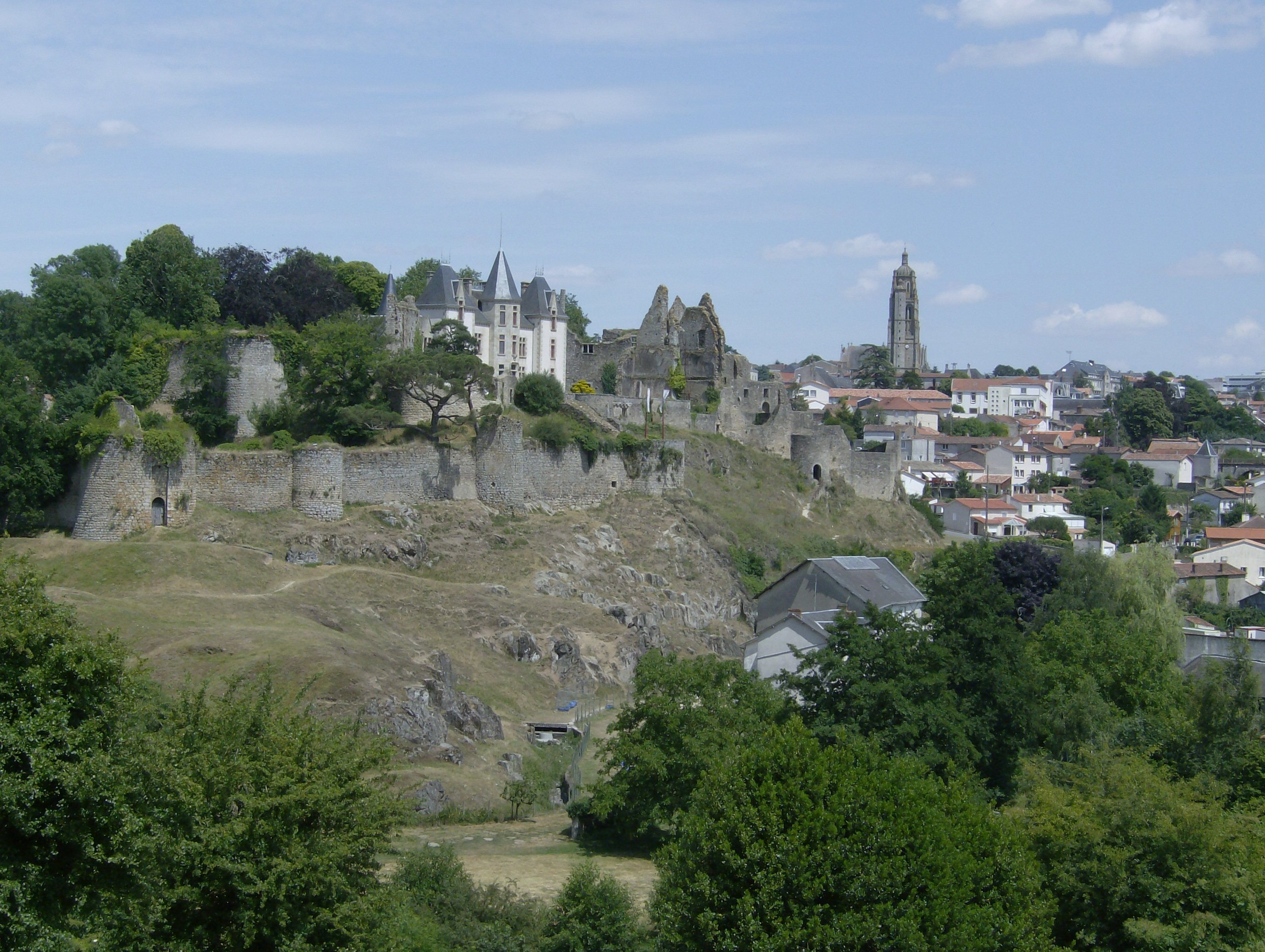
La colline du château de Bressuire.

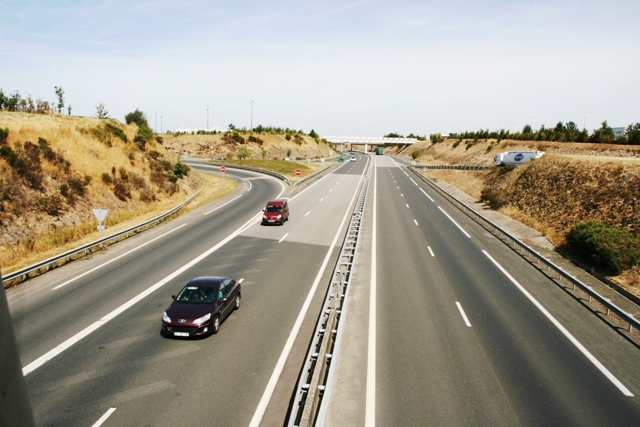
La Rocade (RN 149).

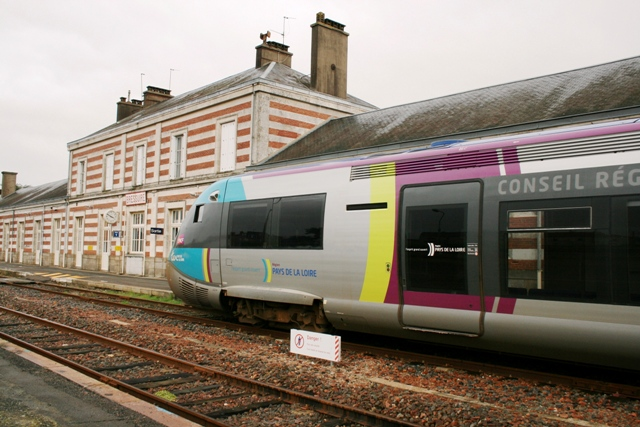
TER en gare de Bressuire.

Les guerres de Religion au XVIe siècle marquent le déclin de Bressuire et la population décroît jusqu'à 2 000 habitants.
Du Moyen Âge au XVIIIe siècle, Bressuire a développé une activité drapière. La spécialité de Bressuire en était la tiretaine, vendue dans tout l'Ouest, la Normandie et Paris. Des règlements précis sur le mode de tissage avaient été édictés par Colbert. Sur place, un marchand, Charles Durant, seigneur de La Pastellière (près Combrand), en avait assuré les applications permettant ainsi à cette industrie de devenir florissante. Ce personnage devint le premier maire de Bressuire, de 1704 à 1714. On lui doit la création de l'hôpital en 1693 (dénommé « Saint-Charles » en son hommage). Son fils Charles II Durant de La Pastellière fut le deuxième.
Durant la guerre de Vendée, la ville est républicaine au sein du bocage royaliste. Elle résiste aux premiers assauts paysans d'août 1792 et n’est prise qu'en 1793 par l'Armée Catholique et Royale. Au printemps 1794 le général républicain Grignon incendie la ville, ne laissant que peu de maisons intactes. La population n'a d'autre choix que de se réfugier dans les zones alentour. Ces réfugiés de la Vendée vont gagner dans un premier temps Airvault, à l'est, Saumur, au nord, Niort, au sud, avant d'être éloignés à plus de vingt lieues du théâtre de la guerre, comme le stipule l'arrêté des représentants du peuple (Hentz, Garrau et Francastel) du 2 ventôse an II (20 février 1794). Les Bressuirais iront jusqu'à Poitiers mais aussi, plus loin le long de la vallée de la Loire, Blois et même Orléans.
La période révolutionnaire laisse la ville exsangue. Il lui faudra beaucoup de temps pour se relever. En 1841, la ville ne comptera que 2 685 habitants.
C'est avec l'arrivée du chemin de fer en 1866 que le paysage urbain sera considérablement modifié. La ville devient un nœud ferroviaire régional à cinq branches : reliée à La Roche-sur-Yon, Niort, Poitiers via Parthenay, Thouars, Cholet, La Rochelle via Fontenay-le-Comte, la gare de Bressuire était le point de croisement de 2 lignes express voyageurs : Nantes-Limoges et Paris-les Sables-d'Olonne jusqu'en 1971. Grâce aux échanges commerciaux et techniques modernes, Bressuire et sa région se développent, aussi bien sur le plan de l'agriculture que de l'industrie. C'est à cette époque que les foires de Bressuire acquièrent leur renommée. Une usine à gaz est implantée, ainsi que la gare de marchandises, l'abattoir, les halles et le théâtre à la fin du XIXe siècle. Dès 1886, la ville compte ainsi 4 200 habitants.
Dans la période 1900-1950, les deux conflits mondiaux se font cruellement sentir comme dans le reste du pays. Notons dans cette période la construction du nouvel abattoir moderne (1938-1939) relié au réseau ferré grâce auquel le marché parisien s’ouvre à la viande du bocage par l'intermédiaire des premiers wagons frigorifiques de l'entreprise Grimaud ; à noter aussi l'ouverture d'un jardin public et l'arrivée d'une usine agro-alimentaire (conserverie du Dolo).
C'est à partir des années 1950 que Bressuire retrouve sa vitalité avec l'arrivée de nombreuses petites industries toujours actives (confection, bois, transformation des viandes, travail des métaux, mécanique soudure, métallurgie, etc.) ; elle compte alors 8 500 habitants.
Dans les années 1970, Bressuire va se rapprocher de ses communes périphériques dans le cadre de la fusion association et devenir ce que l'on a coutume d'appeler aujourd'hui le Grand Bressuire.
Parallèlement, le XXe siècle marque le déclin de l'activité ferroviaire avec la fermeture de nombreuses lignes au trafic voyageurs d'abord, puis au fret passant par Bressuire entre 1960 et 1982. Aujourd'hui seule subsiste une ligne unique pour le trafic voyageurs et fret par le rail, qui fut d'ailleurs la première en service à Bressuire : La Roche-sur-Yon-Saumur qui fut l'ancienne ligne Paris-Austerlitz-Les Sables-d'Olonne, par laquelle transite du fret et des TER à destination de La Roche-sur-Yon ou Saumur et Tours, permettant de rallier Paris et retour 2 fois par jour. Les autres destinations se faisant maintenant par la route via le réseau TER BUS des régions Nouvelle-Aquitaine et Pays de la Loire, le réseau régional ou encore le réseau Tréma, inauguré le 1er septembre 2020.
Les activités tertiaires (scolaire, administrations, transports, santé…) font qu'aujourd'hui Bressuire, sous-préfecture prospère du département, est devenue un pôle d'attraction majeur du Nord des Deux-Sèvres avec un peu moins de 20 000 habitants. Elle conjugue une activité dynamique et un réseau associatif dense.
La cité réalise de nouvelles zones d'activités au nord-ouest et à l'est de la ville : zone Alphaparc et zone de Bocapole équipées du très haut débit Internet et desservies par les échangeurs de la future RN 249, c'est d'ailleurs sur cette dernière que s'est implantée fin 2006 l'antenne Nord-Deux-Sèvres du conseil départemental et que la chaine de télévision publique France 3 Poitou-Charentes y a ouvert depuis fin 2008 un studio décentralisé pour le Nord Deux-Sèvres et l'Est Vendée.

## Politique et administration

### Administration municipale
La municipalité de Bressuire est composée de huit communes déléguées limitrophes : Terves, Noirterre, Saint-Sauveur-de-Givre-en-Mai, Chambroutet, Noirlieu, Clazay, Breuil-Chaussée, Beaulieu-sous-Bressuire.

### Liste des maires

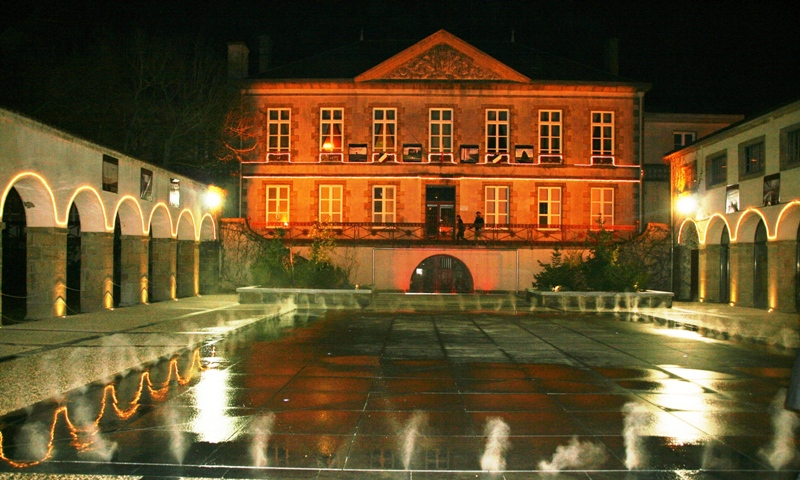
Hôtel de ville de Bressuire.

### Jumelages
La Ville de Bressuire est jumelée avec huit autres villes.

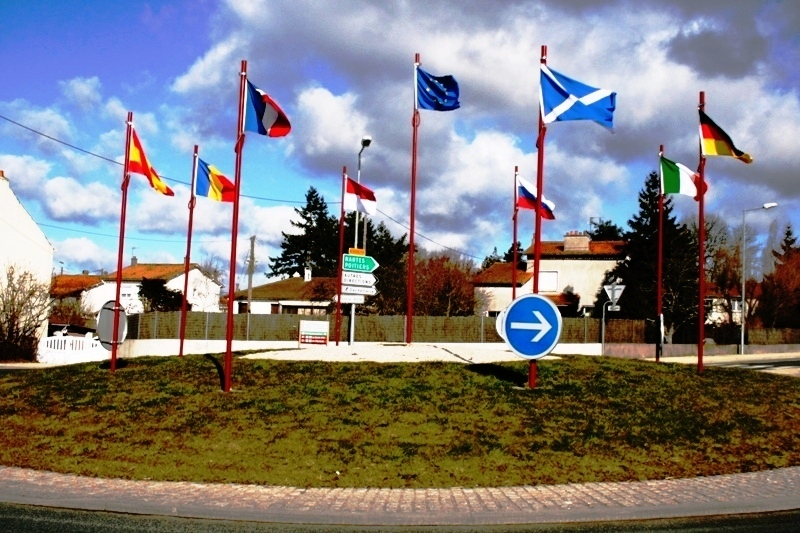
Rond-point de l'Europe.

- Mequinenza (Espagne) depuis 1982 Rond-point de l'Europe.
- Fraserburgh (Écosse) depuis 1990
- Hodac (Roumanie) depuis 1990
- Kpalimé (Togo) depuis 1991
- Friedberg (Allemagne) depuis 1992
- Leixlip (Irlande) depuis 1996
- Riazan (Russie) depuis 1997
- Parczew (Pologne) depuis 1998

## Population et société

### Démographie
La commune s'est agrandie avec la fusion de Saint-Porchaire en 1964 et celle de neuf communes associées en 1973.

#### Saint-Porchaire
En 1964, la commune de Saint-Porchaire fusionne avec Bressuire.

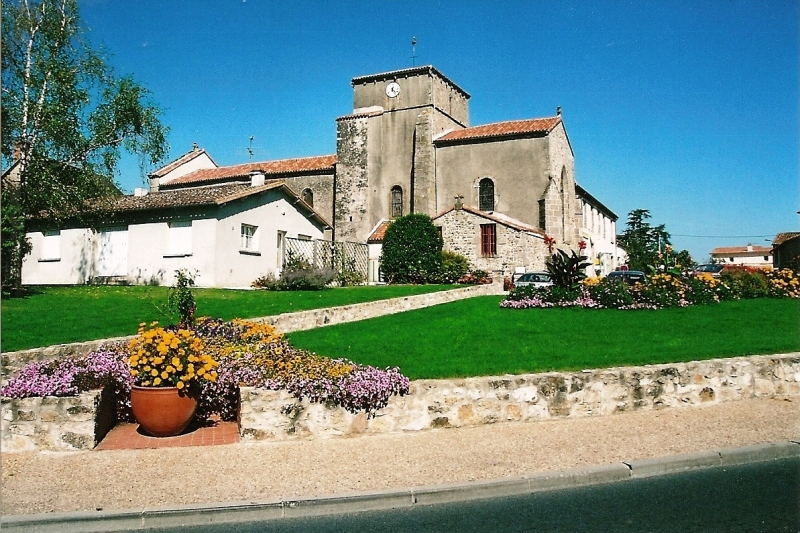
Saint-Porchaire, quartier de Bressuire.

| 1793 | 1800 | 1806 | 1821 | 1831 | 1836 | 1841 | 1846 |
| ---- | ---- | ---- | ---- | ---- | ---- | ---- | ---- |
| 700  | 520  | 528  | 648  | 700  | 784  | 811  | 839  |

| 1851 | 1856 | 1861 | 1866 | 1872 | 1876 | 1881  | 1886 |
| ---- | ---- | ---- | ---- | ---- | ---- | ----- | ---- |
| 860  | 895  | 894  | 913  | 980  | 998  | 1 001 | 975  |

| 1891  | 1896 | 1901 | 1906 | 1911 | 1921 | 1926 | 1931 |
| ----- | ---- | ---- | ---- | ---- | ---- | ---- | ---- |
| 1 005 | 942  | 965  | 966  | 929  | 862  | 879  | 864  |

| 1936 | 1946 | 1954 | 1962 | - | - | - | - |
| ---- | ---- | ---- | ---- | - | - | - | - |
| 818  | 930  | 909  | 979  | - | - | - | - |

#### Communes déléguées de Bressuire
En 1973, neuf communes s'associent avec Bressuire : Beaulieu-sous-Bressuire, Breuil-Chaussée, Chambroutet, Clazay, Noirlieu, Noirterre, Saint-Sauveur, Terves et Boismé. Cette dernière reprend son indépendance en 1983. En 2013, elles deviennent des communes déléguées, c'est-à-dire ne représentant plus qu'une seule section électorale.
La démographie de Boismé figure sur l'article correspondant. Celle des huit autres communes associées est indiquée ci-dessous.

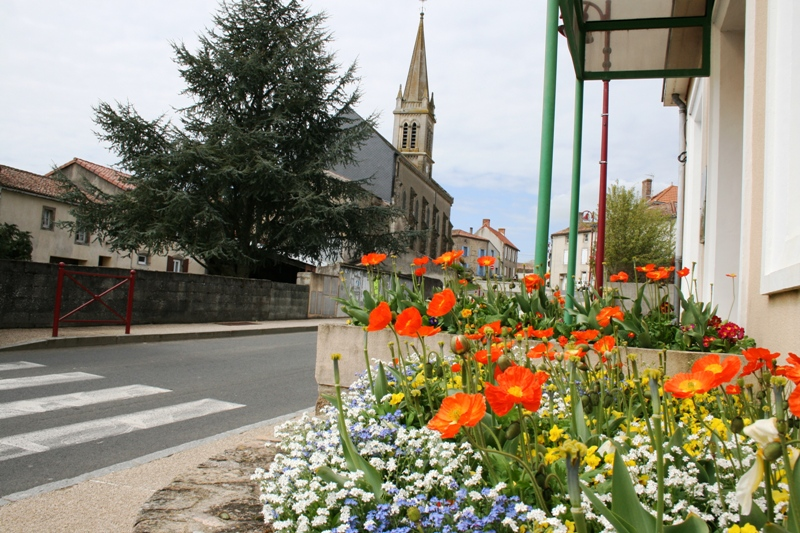
Beaulieu-sous-Bressuire (église et mairie).

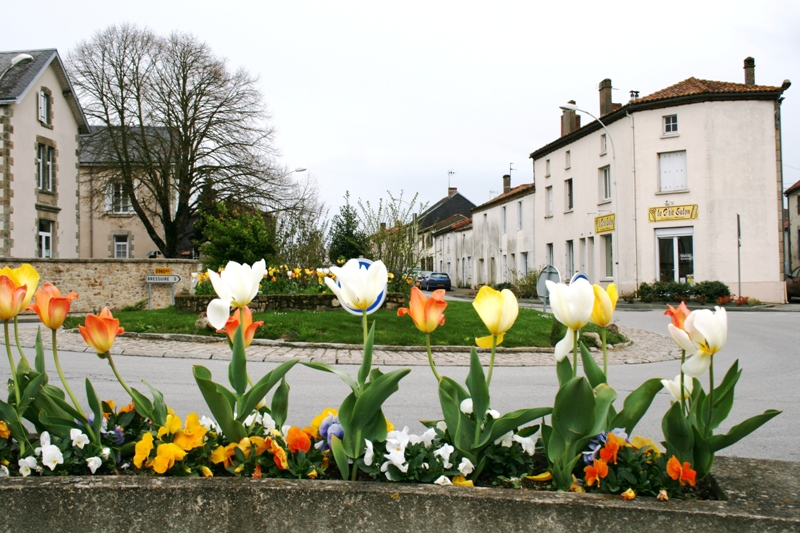
Breuil-Chaussée (centre-bourg).

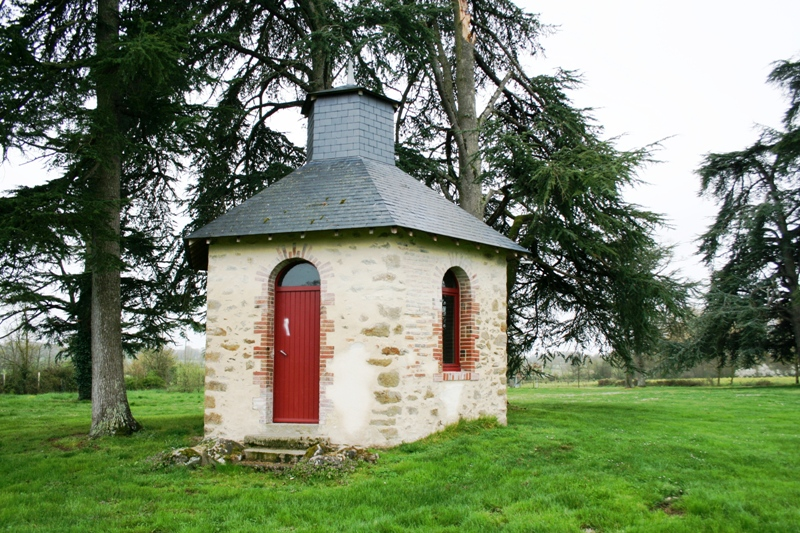
Chambroutet (Pallain).

Beaulieu-sous-Bressuire
| 1793 | 1800 | 1806 | 1821 | 1831 | 1836 | 1841 | 1846 |
| ---- | ---- | ---- | ---- | ---- | ---- | ---- | ---- |
| 344  | 201  | 275  | 376  | 373  | 375  | 392  | 407  |

| 1851 | 1856 | 1861 | 1866 | 1872 | 1876 | 1881 | 1886 |
| ---- | ---- | ---- | ---- | ---- | ---- | ---- | ---- |
| 433  | 445  | 453  | 489  | 491  | 524  | 627  | 664  |

| 1891 | 1896 | 1901 | 1906 | 1911 | 1921 | 1926 | 1931 |
| ---- | ---- | ---- | ---- | ---- | ---- | ---- | ---- |
| 682  | 678  | 660  | 651  | 631  | 564  | 513  | 527  |

| 1936 | 1946 | 1954 | 1962 | 1968 | - | - | - |
| ---- | ---- | ---- | ---- | ---- | - | - | - |
| 535  | 530  | 539  | 503  | 464  | - | - | - |

Breuil-Chaussée
| 1793 | 1800 | 1806 | 1821 | 1831 | 1836 | 1841 | 1846 |
| ---- | ---- | ---- | ---- | ---- | ---- | ---- | ---- |
| 552  | 371  | 314  | 511  | 568  | 666  | 677  | 707  |

| 1851 | 1856 | 1861 | 1866 | 1872 | 1876 | 1881  | 1886  |
| ---- | ---- | ---- | ---- | ---- | ---- | ----- | ----- |
| 740  | 773  | 835  | 876  | 865  | 992  | 1 040 | 1 107 |

| 1891  | 1896  | 1901  | 1906  | 1911  | 1921 | 1926 | 1931 |
| ----- | ----- | ----- | ----- | ----- | ---- | ---- | ---- |
| 1 143 | 1 105 | 1 063 | 1 062 | 1 069 | 953  | 903  | 936  |

| 1936 | 1946 | 1954 | 1962 | 1968 | - | - | - |
| ---- | ---- | ---- | ---- | ---- | - | - | - |
| 911  | 905  | 907  | 833  | 796  | - | - | - |

Chambroutet
| 1793 | 1800 | 1806 | 1821 | 1831 | 1836 | 1841 | 1846 |
| ---- | ---- | ---- | ---- | ---- | ---- | ---- | ---- |
| 233  | 116  | 181  | 260  | 265  | 253  | 260  | 269  |

| 1851 | 1856 | 1861 | 1866 | 1872 | 1876 | 1881 | 1886 |
| ---- | ---- | ---- | ---- | ---- | ---- | ---- | ---- |
| 280  | 324  | 328  | 328  | 346  | 342  | 383  | 406  |

| 1891 | 1896 | 1901 | 1906 | 1911 | 1921 | 1926 | 1931 |
| ---- | ---- | ---- | ---- | ---- | ---- | ---- | ---- |
| 436  | 415  | 450  | 440  | 462  | 395  | 356  | 396  |

| 1936 | 1946 | 1954 | 1962 | 1968 | - | - | - |
| ---- | ---- | ---- | ---- | ---- | - | - | - |
| 411  | 355  | 391  | 397  | 365  | - | - | - |

Clazay
| 1793 | 1800 | 1806 | 1821 | 1831 | 1836 | 1841 | 1846 |
| ---- | ---- | ---- | ---- | ---- | ---- | ---- | ---- |
| 347  | 221  | 328  | 433  | 383  | 406  | 428  | 463  |

| 1851 | 1856 | 1861 | 1866 | 1872 | 1876 | 1881 | 1886 |
| ---- | ---- | ---- | ---- | ---- | ---- | ---- | ---- |
| 481  | 473  | 494  | 520  | 577  | 565  | 596  | 608  |

| 1891 | 1896 | 1901 | 1906 | 1911 | 1921 | 1926 | 1931 |
| ---- | ---- | ---- | ---- | ---- | ---- | ---- | ---- |
| 683  | 670  | 682  | 693  | 701  | 600  | 564  | 553  |

| 1936 | 1946 | 1954 | 1962 | 1968 | - | - | - |
| ---- | ---- | ---- | ---- | ---- | - | - | - |
| 531  | 517  | 534  | 539  | 473  | - | - | - |

Noirlieu
| 1793 | 1800 | 1806 | 1821 | 1831 | 1836 | 1841 | 1846 |
| ---- | ---- | ---- | ---- | ---- | ---- | ---- | ---- |
| 303  | 175  | 276  | 316  | 295  | 296  | 315  | 335  |

| 1851 | 1856 | 1861 | 1866 | 1872 | 1876 | 1881 | 1886 |
| ---- | ---- | ---- | ---- | ---- | ---- | ---- | ---- |
| 332  | 312  | 326  | 354  | 358  | 407  | 442  | 503  |

| 1891 | 1896 | 1901 | 1906 | 1911 | 1921 | 1926 | 1931 |
| ---- | ---- | ---- | ---- | ---- | ---- | ---- | ---- |
| 504  | 488  | 447  | 454  | 455  | 419  | 410  | 416  |

| 1936 | 1946 | 1954 | 1962 | 1968 | - | - | - |
| ---- | ---- | ---- | ---- | ---- | - | - | - |
| 420  | 386  | 374  | 337  | 311  | - | - | - |

Noirterre
| 1793 | 1800 | 1806 | 1821 | 1831 | 1836 | 1841 | 1846 |
| ---- | ---- | ---- | ---- | ---- | ---- | ---- | ---- |
| 800  | 537  | 760  | 775  | 756  | 840  | 762  | 862  |

| 1851 | 1856 | 1861 | 1866  | 1872  | 1876  | 1881  | 1886  |
| ---- | ---- | ---- | ----- | ----- | ----- | ----- | ----- |
| 942  | 901  | 963  | 1 019 | 1 131 | 1 108 | 1 148 | 1 134 |

| 1891  | 1896  | 1901  | 1906  | 1911  | 1921  | 1926  | 1931  |
| ----- | ----- | ----- | ----- | ----- | ----- | ----- | ----- |
| 1 146 | 1 112 | 1 089 | 1 168 | 1 134 | 1 056 | 1 038 | 1 027 |

| 1936  | 1946  | 1954  | 1962 | 1968 | - | - | - |
| ----- | ----- | ----- | ---- | ---- | - | - | - |
| 1 015 | 1 010 | 1 017 | 907  | 863  | - | - | - |

Saint-Sauveur
| 1793 | 1800 | 1806 | 1821 | 1831 | 1836 | 1841 | 1846 |
| ---- | ---- | ---- | ---- | ---- | ---- | ---- | ---- |
| 355  | 173  | 188  | 375  | 347  | 390  | 426  | 461  |

| 1851 | 1856 | 1861 | 1866 | 1872 | 1876 | 1881 | 1886 |
| ---- | ---- | ---- | ---- | ---- | ---- | ---- | ---- |
| 461  | 490  | 445  | 505  | 544  | 569  | 590  | 687  |

| 1891 | 1896 | 1901 | 1906 | 1911 | 1921 | 1926 | 1931 |
| ---- | ---- | ---- | ---- | ---- | ---- | ---- | ---- |
| 709  | 712  | 655  | 668  | 693  | 675  | 646  | 606  |

| 1936 | 1946 | 1954 | 1962 | 1968 | - | - | - |
| ---- | ---- | ---- | ---- | ---- | - | - | - |
| 625  | 651  | 655  | 654  | 606  | - | - | - |

Terves
| 1793  | 1800 | 1806 | 1821 | 1831  | 1836  | 1841  | 1846  |
| ----- | ---- | ---- | ---- | ----- | ----- | ----- | ----- |
| 1 000 | 651  | 779  | 941  | 1 015 | 1 069 | 1 098 | 1 200 |

| 1851  | 1856  | 1861  | 1866  | 1872  | 1876  | 1881  | 1886  |
| ----- | ----- | ----- | ----- | ----- | ----- | ----- | ----- |
| 1 214 | 1 164 | 1 109 | 1 194 | 1 305 | 1 311 | 1 516 | 1 396 |

| 1891  | 1896  | 1901  | 1906  | 1911  | 1921  | 1926  | 1931  |
| ----- | ----- | ----- | ----- | ----- | ----- | ----- | ----- |
| 1 378 | 1 384 | 1 331 | 1 301 | 1 378 | 1 230 | 1 246 | 1 300 |

| 1936  | 1946  | 1954  | 1962  | 1968  | - | - | - |
| ----- | ----- | ----- | ----- | ----- | - | - | - |
| 1 218 | 1 200 | 1 151 | 1 176 | 1 203 | - | - | - |

La commune de Bressuire

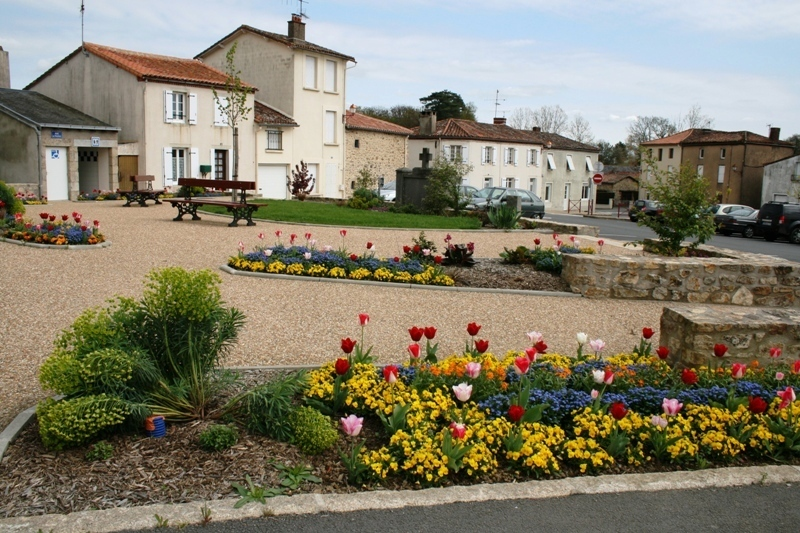
Clazay (centre-bourg).

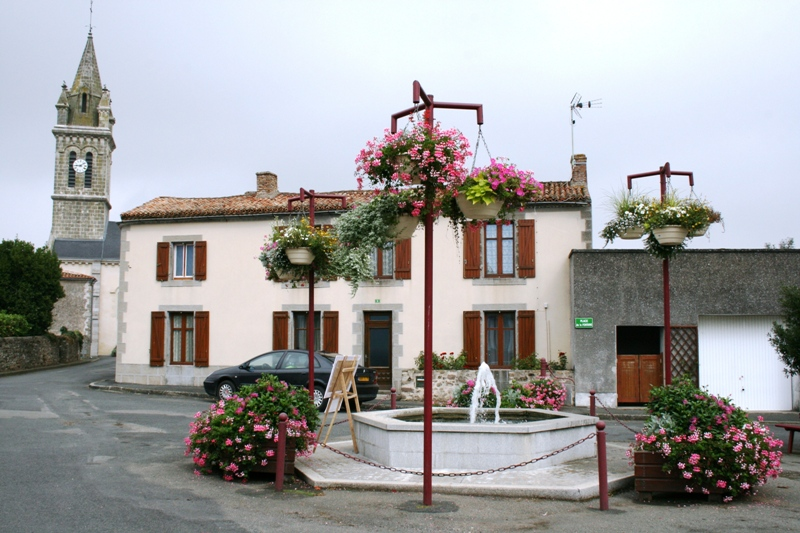
Noirlieu (centre-bourg).

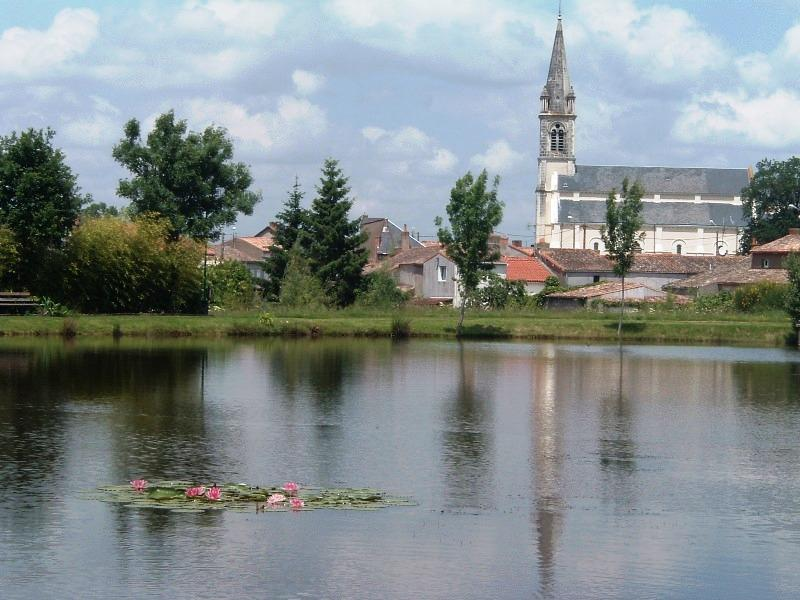
Noirterre (étang du Gardou).

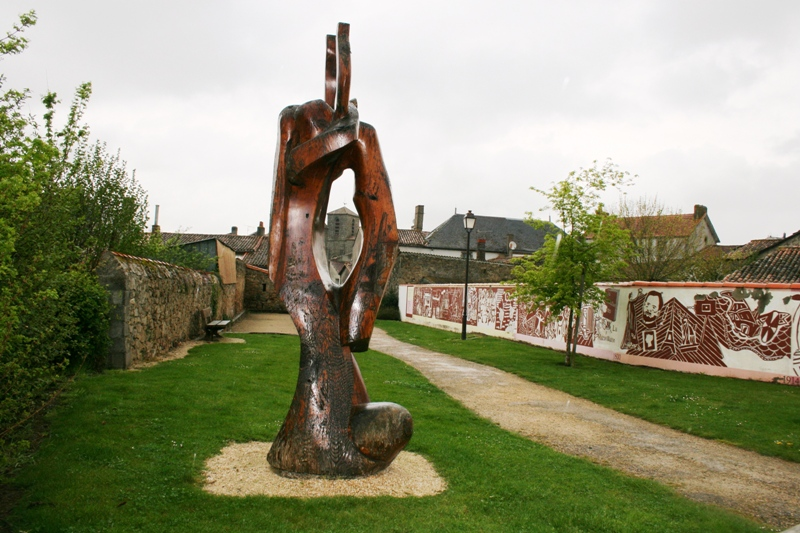
Saint-Sauveur de Givre en mai (espace du Millénaire).

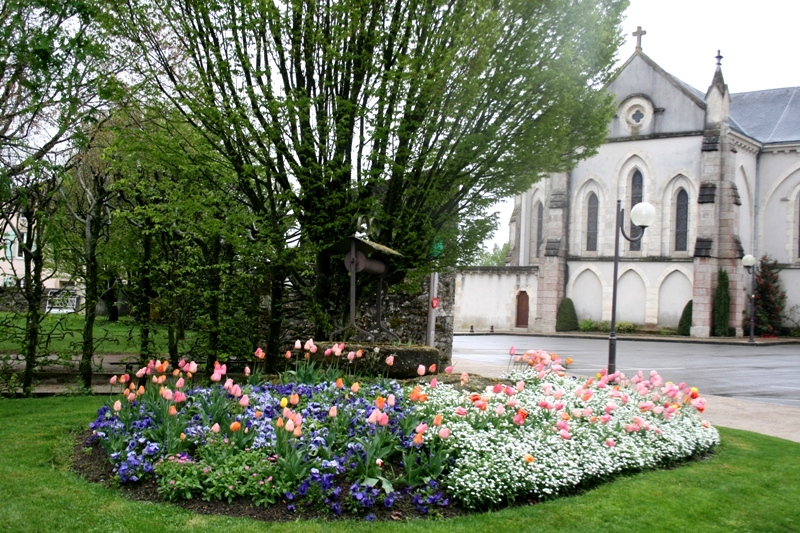
Terves (place de la mairie-annexe).

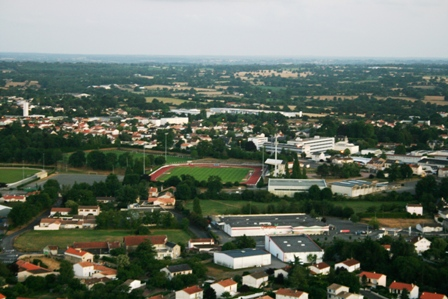
Bressuire, vue aérienne.

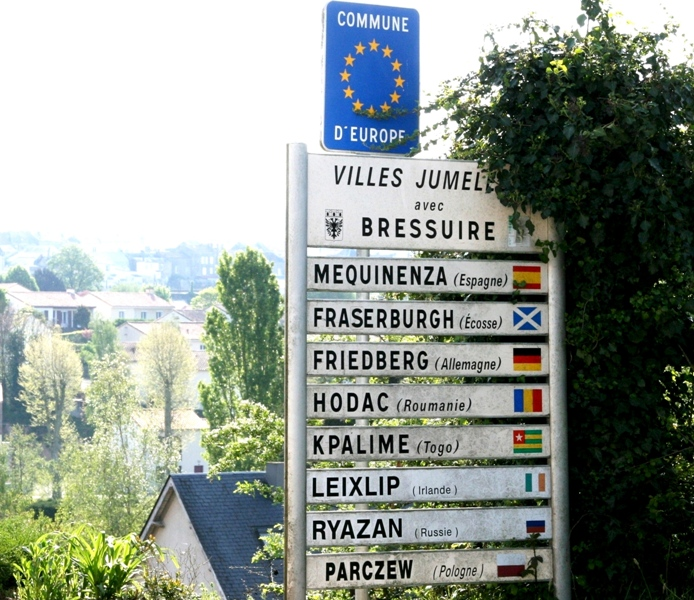
Bressuire et ses huit villes jumelées.

À la fin de 2013, la population de la ville s'élevait à 19 795 habitants.
L'évolution du nombre d'habitants est connue à travers les recensements de la population effectués dans la commune depuis 1793. Pour les communes de plus de 10 000 habitants les recensements ont lieu chaque année à la suite d'une enquête par sondage auprès d'un échantillon d'adresses représentant 8 % de leurs logements, contrairement aux autres communes qui ont un recensement réel tous les cinq ans,.

En 2022, la commune comptait 19 860 habitants, en évolution de +1,85 % par rapport à 2016 (Deux-Sèvres : +0,18 %, France hors Mayotte : +2,11 %).
| 1793  | 1800 | 1806  | 1821  | 1831  | 1836  | 1841  | 1846  | 1851  |
| ----- | ---- | ----- | ----- | ----- | ----- | ----- | ----- | ----- |
| 1 947 | 630  | 1 033 | 1 344 | 1 475 | 1 894 | 2 685 | 2 646 | 2 705 |

| 1856  | 1861  | 1866  | 1872  | 1876  | 1881  | 1886  | 1891  | 1896  |
| ----- | ----- | ----- | ----- | ----- | ----- | ----- | ----- | ----- |
| 2 654 | 2 693 | 3 165 | 3 369 | 3 536 | 3 816 | 4 166 | 4 723 | 4 668 |

| 1901  | 1906  | 1911  | 1921  | 1926  | 1931  | 1936  | 1946  | 1954  |
| ----- | ----- | ----- | ----- | ----- | ----- | ----- | ----- | ----- |
| 5 120 | 4 967 | 5 274 | 5 174 | 5 094 | 5 163 | 5 324 | 6 071 | 6 206 |

| 1962  | 1968  | 1975   | 1982   | 1990   | 1999   | 2006   | 2011   | 2016   |
| ----- | ----- | ------ | ------ | ------ | ------ | ------ | ------ | ------ |
| 6 528 | 8 733 | 17 115 | 18 423 | 17 827 | 17 799 | 18 225 | 18 764 | 19 499 |

| 2021   | 2022   | - | - | - | - | - | - | - |
| ------ | ------ | - | - | - | - | - | - | - |
| 19 906 | 19 860 | - | - | - | - | - | - | - |

En 2008, la communauté de communes Cœur du Bocage compte quant à elle 24 732 habitants avec ses cinq communes : Bressuire, Boismé, Chiché, Courlay et Faye-l'Abbesse.
La ville et son agglomération sont en constante évolution ainsi que l'arrondissement.[réf. nécessaire]

### Services et administrations
- Hôtel de Ville de Bressuire
- Sous-Préfecture de Bressuire

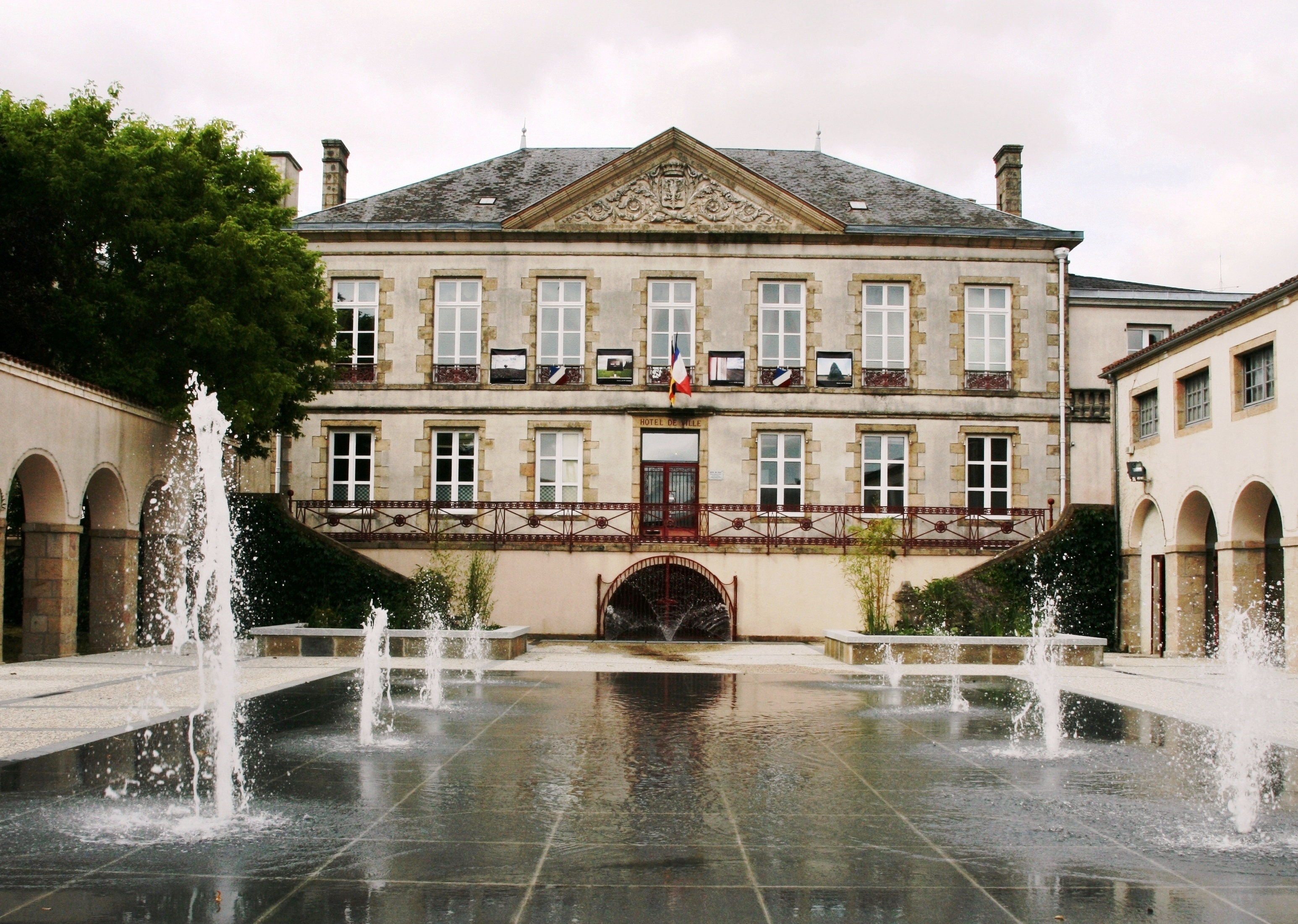
Hôtel de ville de Bressuire.

- Antenne du conseil général des Deux-Sèvres
- Gare SNCF
- Gendarmerie nationale
- Tribunal d'instance de Bressuire
- Poste - Centre de Tri Postal de Bressuire
- Syndicat du Val de Loire (SVL)
- Office de Tourisme
- Hôpital Nord Deux-Sèvres - Site de Bressuire
- Crèches Pirouette et La Chamaille
- Centre socio-culturel
- Maison de l'emploi / Mission locale
- Centres communal et inter-communal d'action sociale (CCAS- CIAS)
- Bureau Information Jeunesse (BIJ)

### Enseignement
La ville est le siège de quatre lycées d'enseignement général (dont le Lycée Saint-Joseph) ou technologiques et d'un lycée agricole ainsi que deux collèges, deux Maisons familiales rurales et une vingtaine d'écoles maternelles ou primaires. Ainsi plus de 6 500 scolaires fréquentent les établissements publics et privés de la ville avec également plusieurs formations supérieures (11 BTS) préparant à des métiers porteurs qui rassemblent près de 500 étudiants.
L'école de musique inter-communale à l'échelle de l'Agglo récemment promue en conservatoire permet à ses 600 élèves grâce à ses 35 enseignants de pouvoir étudier les instruments de leur choix.
Avec ses équipements, ses associations dynamiques et ses manifestations d'ampleur nationale ou régionale, Bressuire proclame qu'elle « a tout d'une grande ».

### Manifestations culturelles et festivités
Événements
Bressuire compte 200 associations. L'association Bressuire-Bocage-Animations (B.B.A) organise plusieurs manifestations telles que la Foire-Exposition, le salon du chocolat, du vin et de la gastronomie, ou la soirée élection Miss Poitou-Charentes sur le site de Bocapôle.[réf. nécessaire]
Bocapôle

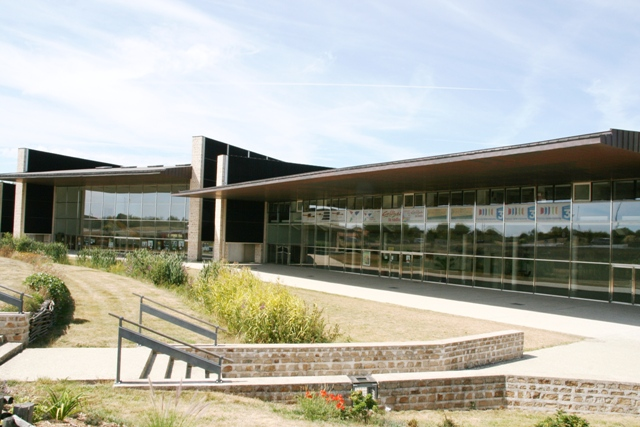
Bocapôle.

Bocapôle est un complexe destiné à l'événementiel totalisant 10 000 m2 couverts et intégrant à la fois une salle de spectacle et de congrès (de 1 500 à 2 500 places), un auditorium (400 places) et une halle d'exposition de plus de 3 500 mètres carrés destinée aux salons professionnels et grand public. Cet équipement est la première salle de concerts des Deux-Sèvres et la deuxième de Poitou-Charentes après l'Espace CARAT à Angoulême.
Ce site situé aux portes de la ville et inauguré en mars 2006 accueille environ 35 artistes par saison. Il accueille également de nombreux congrès et séminaires ainsi que la Foire-Expo de la ville qui attire chaque année plus de 300 exposants sur 4 jours.

### Médias

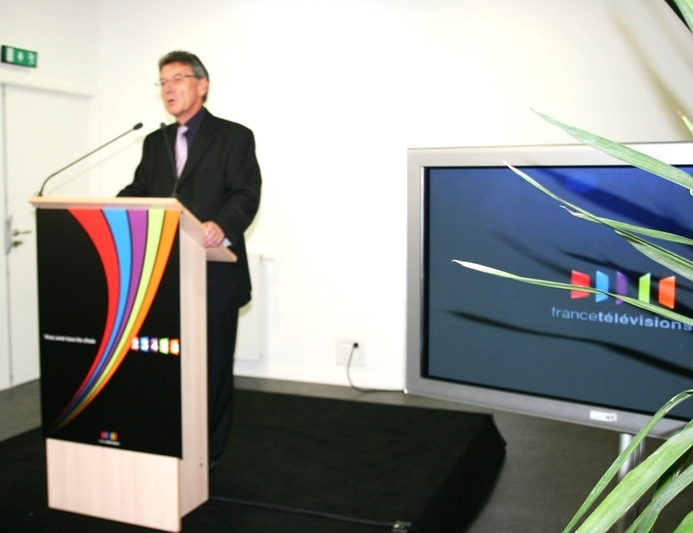
Inauguration studios France 3 Poitou-Charentes - Bocapôle Bressuire (mars 2009).

- Deux quotidiens locaux départementaux : Le Courrier de l'Ouest et La Nouvelle République du Centre-Ouest.
- Une radio locale qui émet sur cinq fréquences dans les Deux-Sèvres : Collines la radio[43].
- Un studio décentralisé de France 3 Poitou-Charentes.
- Une télé sur internet « Enbocage.tv. »[44].

### Associations culturelles
- Activités de loisirs (Bressuire Accueil Bocage - CSC Centre socio-culturel de Bressuire)
- Animation de la Commune/Bressuire & ses communes associées (BBA Bressuire Bocage Animations - Amicale Nerlutaise - Comité des Fêtes de Beaulieu-sous-Bressuire - Comité des Fêtes du quartier de Saint-Porchaire - Commune libre du quartier de Cornet - Comité des Fêtes de Breuil-Chaussée - Comité des Fêtes de Chambroutet - Comité des Fêtes de Clazay - Comité des Fêtes de Noirlieu - Comité des Fêtes de Noirterre - Animation Salvatoriennes (Saint-Sauveur) - Comité des Fêtes de Terves)
- Bourse d'échange de chansons (Bourse aux chansons)
- Bridge (Bridge Club Bressuirais)
- Chorale (Ensemble Vocal Bressuirais - Petrae Canticum)
- Clubs du 3e Âge (Club de l'Âge d'or - Club de l'Amitié - Amicale des Aînés de Breuil-Chaussée - Club du 3e Âge Joie de Vivre - Club du 3e Âge de Clazay - Club Le Bon Accueil de Noirlieu - Club l'Âge Bleu de Noirterre - Club du 3e Âge de Saint-Sauveur - Club Loisirs et Détente du Troisième Âge)
- Concours d'orthographe (Filigrane Lire et écrire en Deux-Sèvres)
- Conférences et sorties culturelles (UIA Université Inter-Âges du Bocage Bressuirais)
- Création et diffusion de musique (Les Vendredis de l'Eté - Collines FM)
- Danse (Danse Musette du Bocage Bressuirais - Les Sauteriaux - Wingy Boots - Plein Air)
- Foyers de Jeunes (Les Jeunes de St Porch - Team Saint-Porch - Foyer des Jeunes de Chambroutet "Un monde à part" - Foyer des Jeunes de Clazay "Nirvana" - Foyer des Jeunes de Clazay Relax Place - Foyer des Jeunes de Saint-Sauveur)
- Gestion d'un espace (Boc'Hall - Bocaplace)
- Jardinage (Bressuire Bonsaï Club)
- Loisirs Créatifs (Ruche aux Loisirs - Loisirs et Détente Clazéens - Printemps Automne)
- Modélisme (Modèle Club Bressuirais)
- Musée (Amis des Arts)
- Musique (Union Musicale du Bressuirais - Tempo et Cadenza - Sillon du Bocage - Fuegoland - Bocanimation - Flying Prod - Assaut du Blues - Jazzybus - Zoulous Team - A l'Art et Secousses - Grande Bande de Violons - Zoulous Team)
- Œnologie (COB Cercle des œnophiles de Bressuire)
- Patrimoine (HPB Histoire et Patrimoine du Bressuirais)
- Peinture (Le Grenier)
- Philatélie (Amicale Philatélique Bressuiraise)
- Photographie (Regard Club Photo La Concorde)
- Poker (Club Poker de Bressuire)
- Promotion et gestion d'une crèche (Crèche Animée de Bressuire)
- Sculpture (Poterie de Saint-Porchaire - Verger des Sculpteurs)
- Théâtre (Théâtre du Bocage - FAC Faculté des Amis de Claudette - Kikijous de Noirlieu)

### Sports

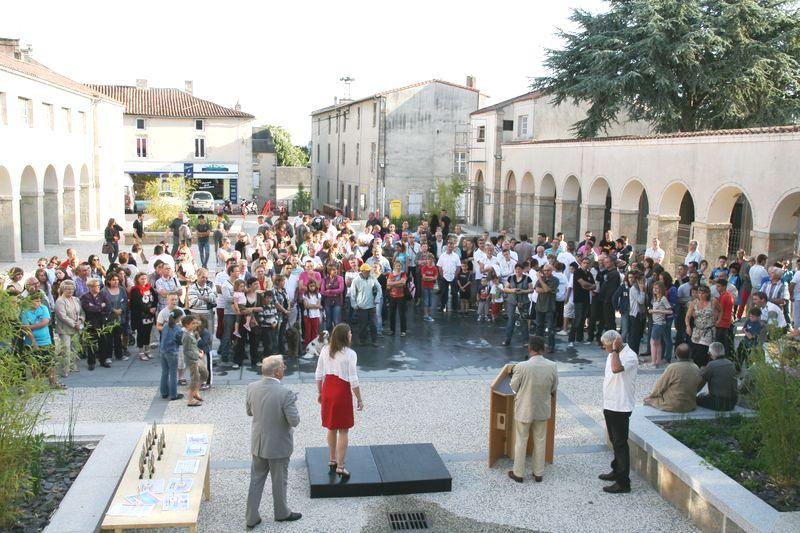
Trophées Sportifs 2011.

Le nombre de licenciés dans les différents clubs sportifs de la ville est de 8 000.
- L'équipe de football du Football Club de Bressuire évolue en CFA2 depuis la saison 2014/2015.
- L'équipe de basket-ball féminin évolue en Nationale 3 depuis 2012/2013.
- Le tennis, le badminton et le squash.
- Le centre nautique Cœur d'O.
- Le cyclisme : club Bressuire activité cycliste et la ville dispose de l'unique vélodrome du département.
- Le club Le grimpe : escalade en salle et en extérieur.
- Un club de baseball, Les Garocheurs, un Skate_Team skate-park de 1 200 m2 (stade Metayer) et un BMX-park (Saint-Porchaire).
- Un club de Kung Fu : Kung Fu Club Bressuire,un club de judo: le Judo club du bocage bressuirais.
- Un club de rugby à XV, le Club Ovalie du Bocage et son practice de golf et deux centres équestres.
- Un club d'escalade, LeGrimpe.

Clubs sportifs
- Aïkido (Bressuire Aïkido)
- Athlétisme (SBAC - Sèvre Bocage Athletic Club)
- Automobile (Organisation Rallye Nord Deux-Sèvres - Auto Rétro Bressuirais - Tacot Club Bressuirais)
- Badminton (Badminton Bressuirais)
- Baseball (Les Garocheurs)
- Basketball (Réveil Bressuirais Basket - AS Basketball Bellilocéen AS3B - Sursaut Tervais)
- Bmx (Bmx'plosion-maraud.co)
- Boule (Bressuire Sport Boule - La Fraternelle)
- Bowling (Bowling Club Bressuirais B.C.B.)
- Chasse (GIC du Bocage - Echo de Clazay - ACCA de Noirlieu - Echos du Bois Fayard de Noirterre)
- Course à pied (Ebobés - Spiridon du Bocage Bressuirais)
- Cyclisme, cyclotourisme (Bressuire Activités cyclistes B.A.C. - Union Vélocipédique Rétro)
- Danse (Bocadanse)
- Éducation canine (Agility Club de Terves, Can'in de Noirterre)
- Equitation (Bressuire Compétition Equitation : Centre Equestre de Bressuire)
- Escalade (LeGrimpe : Groupe d'initiation à la montagne et à la pratique de l'escalade)
- Escrime (Escrime Bressuire : section du Tennis Club de Bressuire)
- Fléchettes & organisation de tournois (Fléch'ettes du Stade)
- Football :
  - Football Club Bressuirais (CFA 2)
  - Union Sportive Saint-Sauveur (Division d'Honneur Régionale)
  - Espérance Tervaise (Promotion d'Honneur)
  - Entente Sportive Beaulieu Breuil (Promotion de Ligue)
  - Club Laïc Noirlieu Chambroutet Bressuire (3e Division)
  - Entente Sportive Fayenoirterre (3e Division)
  - Association Culturelle et Sportive des Mahorais de Bressuire (4e Division)
  - Association Sportive de Clazay (4e Division)
- Golf (Golf Club du Bocage)
- Gymnastique (Givre-en-Mai de Saint Sauveur - Avant-Garde de Terves - Sports Jeunesse de Breuil Chaussée)
- Gymnastique Volontaire (GV de Bressuire - GV de Beaulieu-sous-Bressuire - GV de Saint Porchaire - GV de Chambroutet - GV de Clazay - GV de Terves - GV de Breuil-Chaussée - Les Gigolos - GV masculine de Bressuire - GV seniors les Pietonnics - GV seniors les Dynamics - GV 3e Âge du Bocage)
- Handball (Handball Club Bressuirais)
- Hippisme (Sulky Bressuirais)
- Jeux d'Écosse (AJEF : Association des Jeux d'Écosse en France)
- Judo (Judo Club du Bocage Bressuirais)
- Kung-fu (Kung Fu Club Bressuire)
- Moto (Old Chaps Riders 79 - MCP L'Eperon - Wild Riders Association)
- Natation (CNBB : Cercle des Nageurs du Bocage Bressuirais)
- Palet (Palet Bressuirais - PPDA Petits Palets de l'Avenir - Amis du Palet)
- Pêche (Alevin Bressuirais - Gaule Bellilocéenne - Carpe 79 Bressuire - Société de Pêche de Saint Porchaire - Pêche Compétition du Bocage - Gardou de Noirterre)
- Pétanque (AS Bressuire Pétanque - Pétanque Bressuiraise)
- Plongée (Compagnons de Neptune)
- Randonnée pédestre (Godillots de Saint Sauveur - Semelle Tervaise, section de l'Avant-Garde de Terves)
- Roller-skating (Roller Skating Bressuirais)
- Rugby (COB 79 Club Ovalie du Bocage 79)
- Rugby Vétérans (Les Prostates)
- Skate (Jojo Memories de Beaulieu-sous-Bressuire - Mogwaï Skate Team)
- Squash (Squash Bressuirais, section du Tennis-Club de Bressuire)
- Taekwondo (Taekwondo)
- Taïchindo (Taïchindo Bressuire)
- Tarot club l'excuse
- Tennis (Tennis Club de Bressuire)
- Tennis de table (Entente Pongiste Bressuiraise - CRAB : Club de Raquette Broglienne - ASP Saint Sauveur : Association Sportive Pongiste)
- Tir sportif (Tir sportif Bressuirais)
- Twirling-bâton (Arc en Ciel)
- Volley (Volley-Ball Bressuirais)
- Yoga (Yoga Bressuirais - Yoga Détente Noirterre - Loisirs et Détente Clazéen - Yoga, réflexologie et bien-être)

Équipements sportifs
- Complexe sportif Alain-Métayer
  - terrain d'honneur (piste d'athlétisme, football, rugby, skate)
  - Salle Multisports (aïkido, badminton, taekwondo, handball, twirling-bâton, kung-fu, taïchindo, yoga, sophrologie)
  - Salle Reverho (twirling-bâton, escalade)
  - Centre Départemental de Tennis (tennis, tennis de table, squash, escrime)
- Complexe Jules Ferry-Valette
  - Dojo de judo
  - Salle Omnisports (basketball principalement)
  - Le Centre Aquatique (équipement communautaire Cœur du Bocage, nouveaux équipements balnéothérapie et espaces ludiques, hammam, jardin Zen…)
  - Le vélodrome (cyclisme)
  - Le Boulodrome (pratique de la Boule Lyonnaise et Boule en bois)
  - Hall de pétanque (à proximité de la gare)

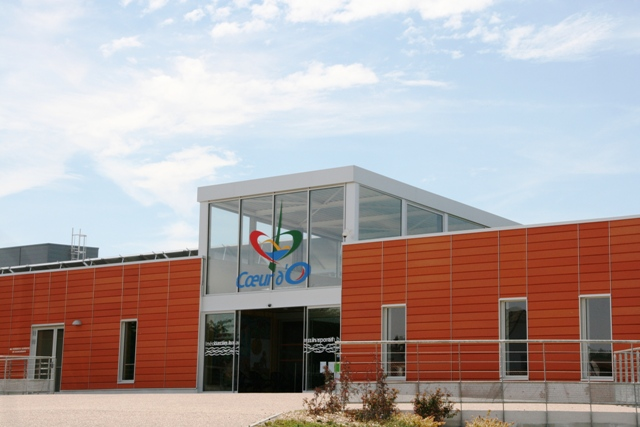
La façade du Centre aquatique (communauté de communes Cœur du Bocage).
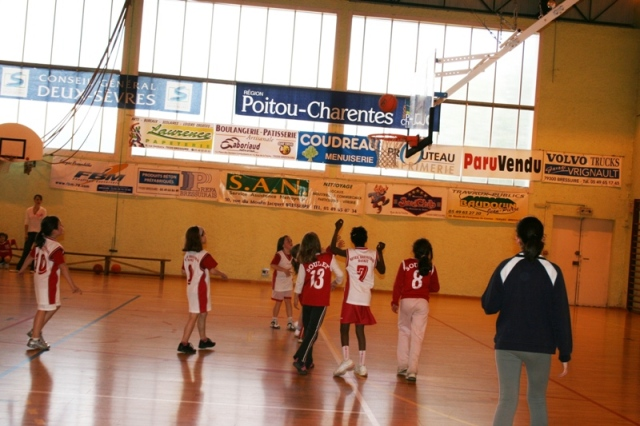
La Salle Omnisports (quartier Valette).
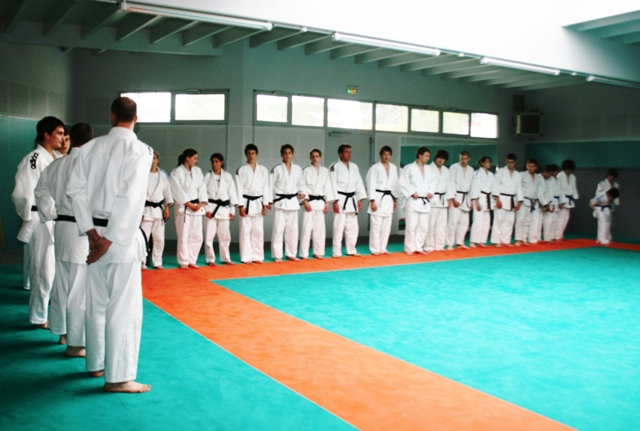
Le dojo de judo.
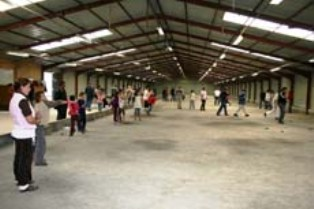
Le boulodrome.

- Le Complexe de Villabé
- Centre équestre : Organisation de concours d'équitation et de grandes rencontres annuelles

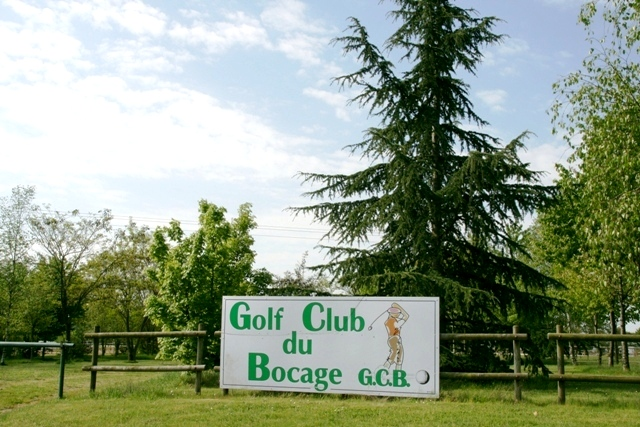
Entrée du golf actuel (2011).
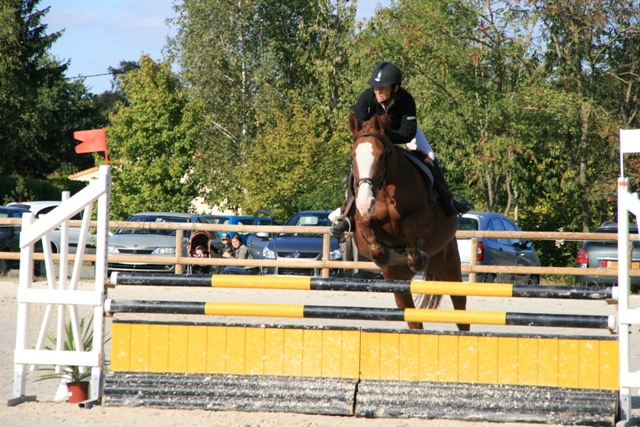
Le Centre équestre (quartier Villabé).
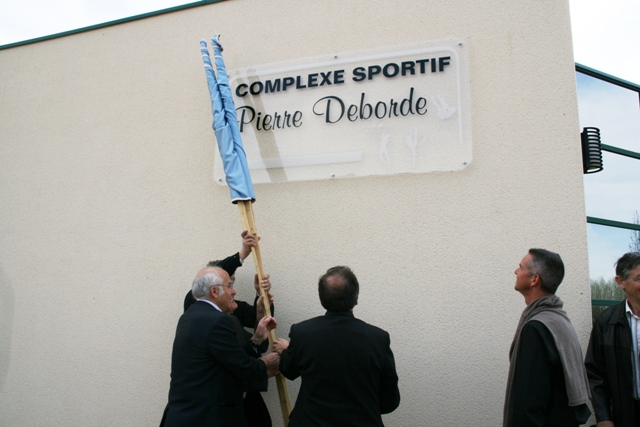
Baptême salle de sports Pierre-Deborde (commune associée de Terves - avril 2011).
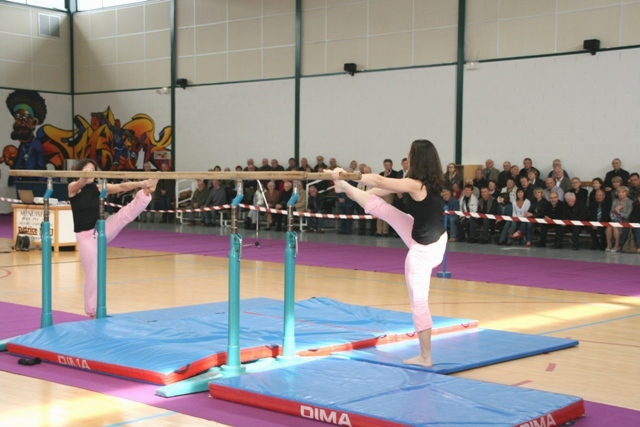
Intérieur salle Pierre-Deborde (commune associée de Terves).

- Quartier de Saint-Porchaire
  - Stade principal et annexe : Football (C.L.N.C.B Club Laïc Noirlieu-Chambroutet-Bressuire) ; Terrain de BMX

## Économie

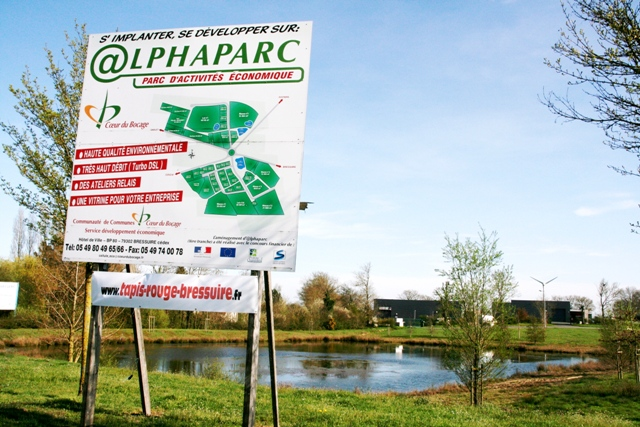
Zone d'Activités @lphaparc.

Le bassin d'emploi est le deuxième pôle industriel et artisanal du département des Deux-Sèvres. Bressuire est une ville dynamique ayant un faible taux de chômage.
Les nombreuses zones industrielles et d'activités situées en périphérie de la ville sont le siège de PME variées principalement dans les activités de l'équipement automobile, du mobilier de collectivité, de l'agro-alimentaire, de la métallurgie, de la mécano-soudure, et de la confection.
Bressuire abrite le siège social de 374 entreprises.

### Revenus et fiscalité
En 2019, les revenus disponibles mensuels des ménages par unité de consommation des Bressuirais s'élève à 1 720 euros. Le taux de pauvreté s’inscrit à 14,8 %, très légèrement supérieur au taux de pauvreté français (14,6 %).
La ville connait toutefois de fortes disparités internes, le taux de pauvreté grimpant à 52 % au sein du quartier prioritaire de La Valette.

## Culture locale et patrimoine

### Lieux et monuments

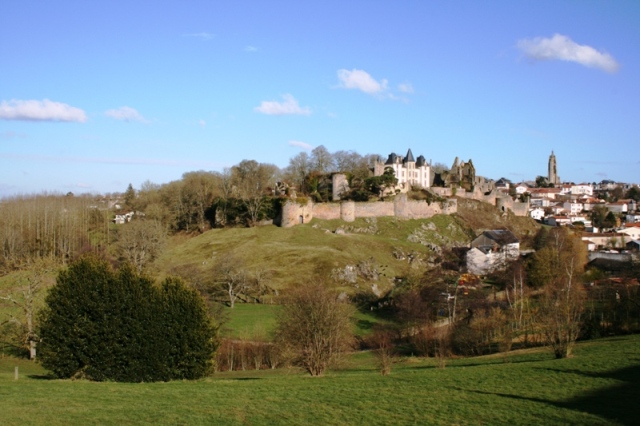
Le château de Bressuire dans la verdure.

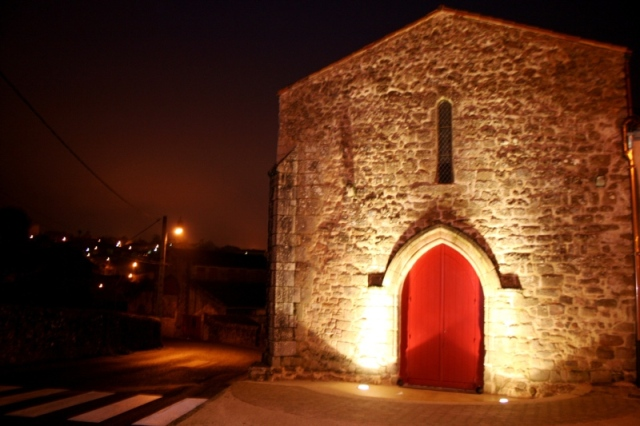
La chapelle Saint-Cyprien.

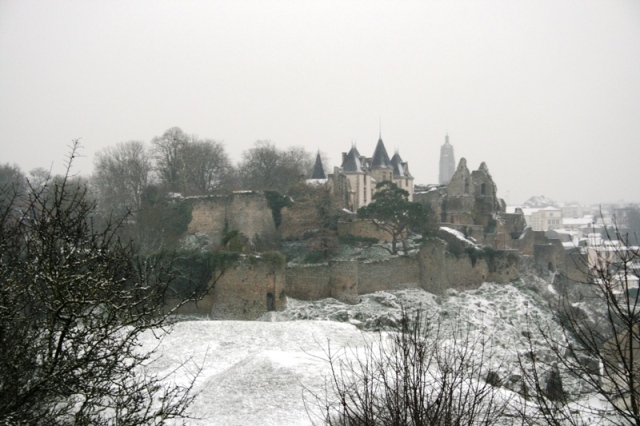
Bressuire sous la neige.

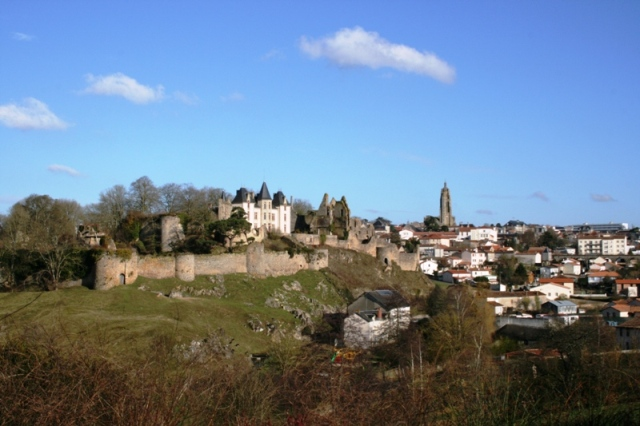
Vue panoramique du château.

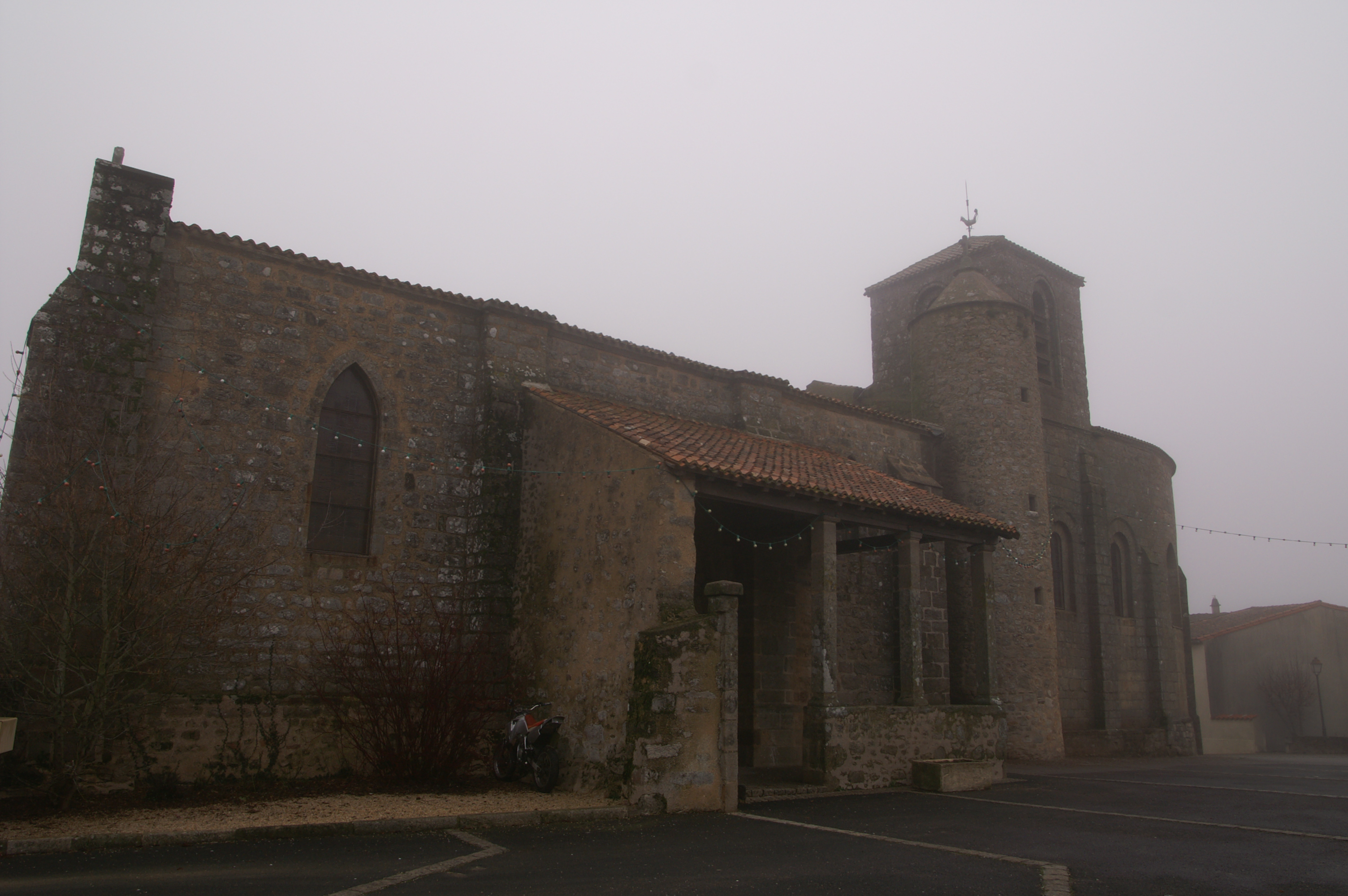
L’église de Saint-Sauveur-de-Givre-en-Mai.
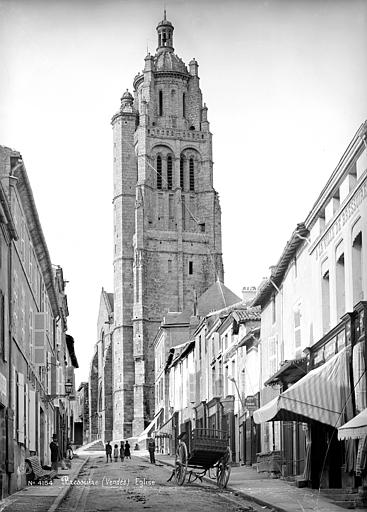
Clocher de l’église Notre-Dame au XIXe.
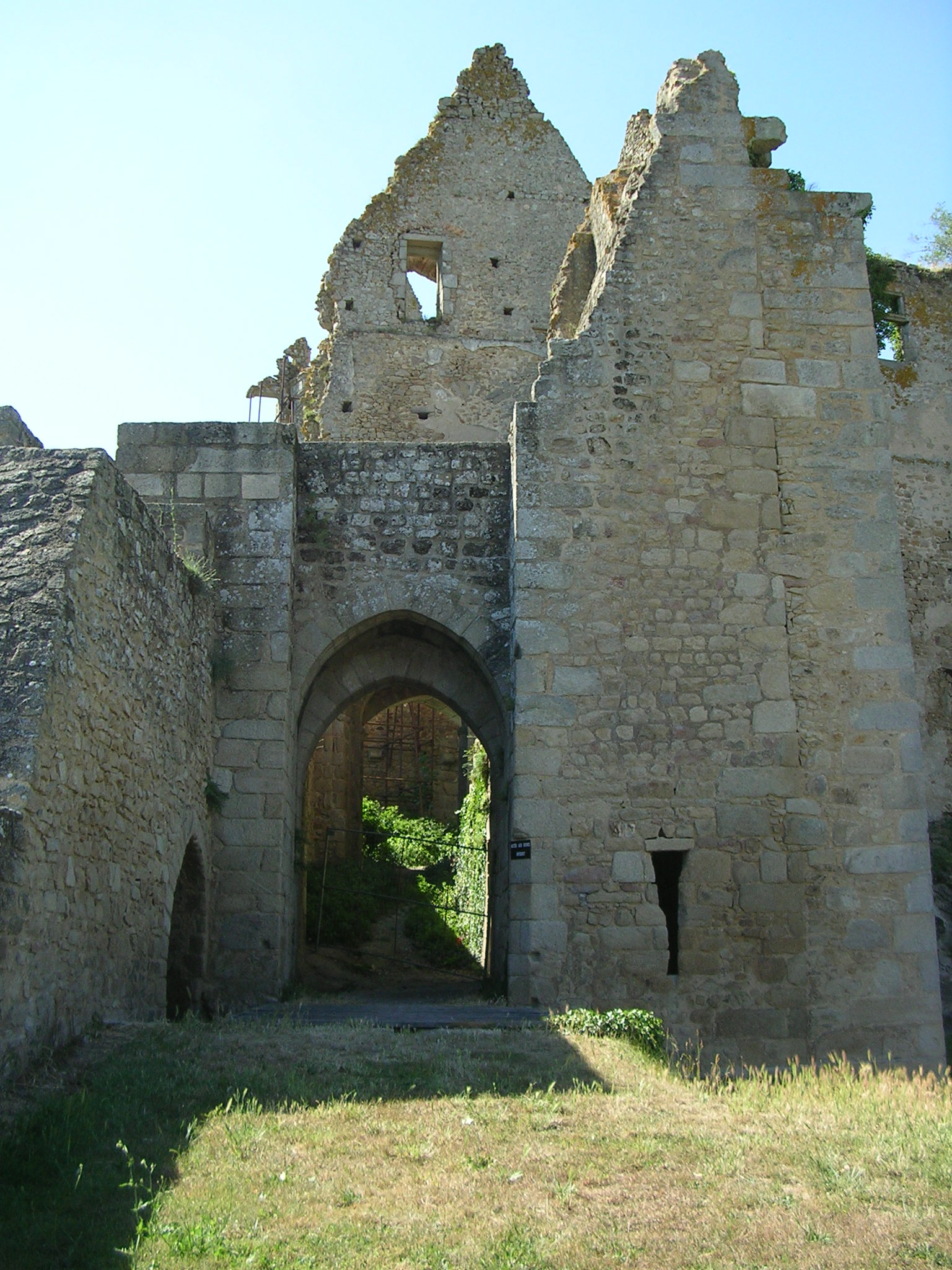
Donjon du château de Bressuire.

L'architecture du centre-ville a beaucoup souffert des guerres de Vendée et seules quelques bâtisses témoignent d'avant le XVIIe siècle ; le centre-ville d'aujourd'hui date surtout des XVIIIe siècle et XIXe siècle.
La commune compte huit monuments historiques :
- L’ancienne église Saint-Cyprien (Xe siècle) et sa crypte, inscrite par arrêté du 9 décembre 1937[47].
- Le château de Bressuire (XIe siècle). C'est un château fort avec douves et murailles, récemment rénové. Le logis en son centre est néo-gothique (partie visitable en jours d'exposition). Inscrit par arrêté du 23 décembre 1926, il a été classé par arrêté du 30 avril 1996[48].
- L’église Notre-Dame (Xe siècle au XIIe siècle) surmontée d'un clocher gothique de 56 mètres qui domine la ville. Rénovée dès 1999 à la suite de la tempête de décembre, d'anciennes peintures murales y ont été dévoilées. Classée sur la liste des monuments historiques de 1840, elle a été déclassée en 1900, à l’exception du clocher. Elle a finalement été classée par arrêté du 10 février 1913[49].
- L’église de Saint-Sauveur-de-Givre-en-Mai, édifiée au XIIe siècle, classée par arrêté du 4 août 1978[50].
- Le logis du Puy-Blain, à Terves, édifié au XVe siècle et au XVIe siècle, inscrit par arrêté du 30 septembre 2009[51].
- L’ancien château de Noirlieu, en partie démoli, construit entre 1565-1575 et 1604, avec des communs du XVIIe siècle. Il a été inscrit par deux arrêtés du 18 avril 1995 et du 26 septembre 1995[52].
- La chapelle désaffectée du Petit-Puy, à Terves, édifiée au XVIe siècle, inscrite par arrêté du 29 décembre 1941[53].
- Le domaine de la Dubrie, à Beaulieu-sous-Bressuire, château médiéval remanié du XVIe siècle au XVIIIe siècle. Il a été inscrit par arrêté du 29 août 1991[54].

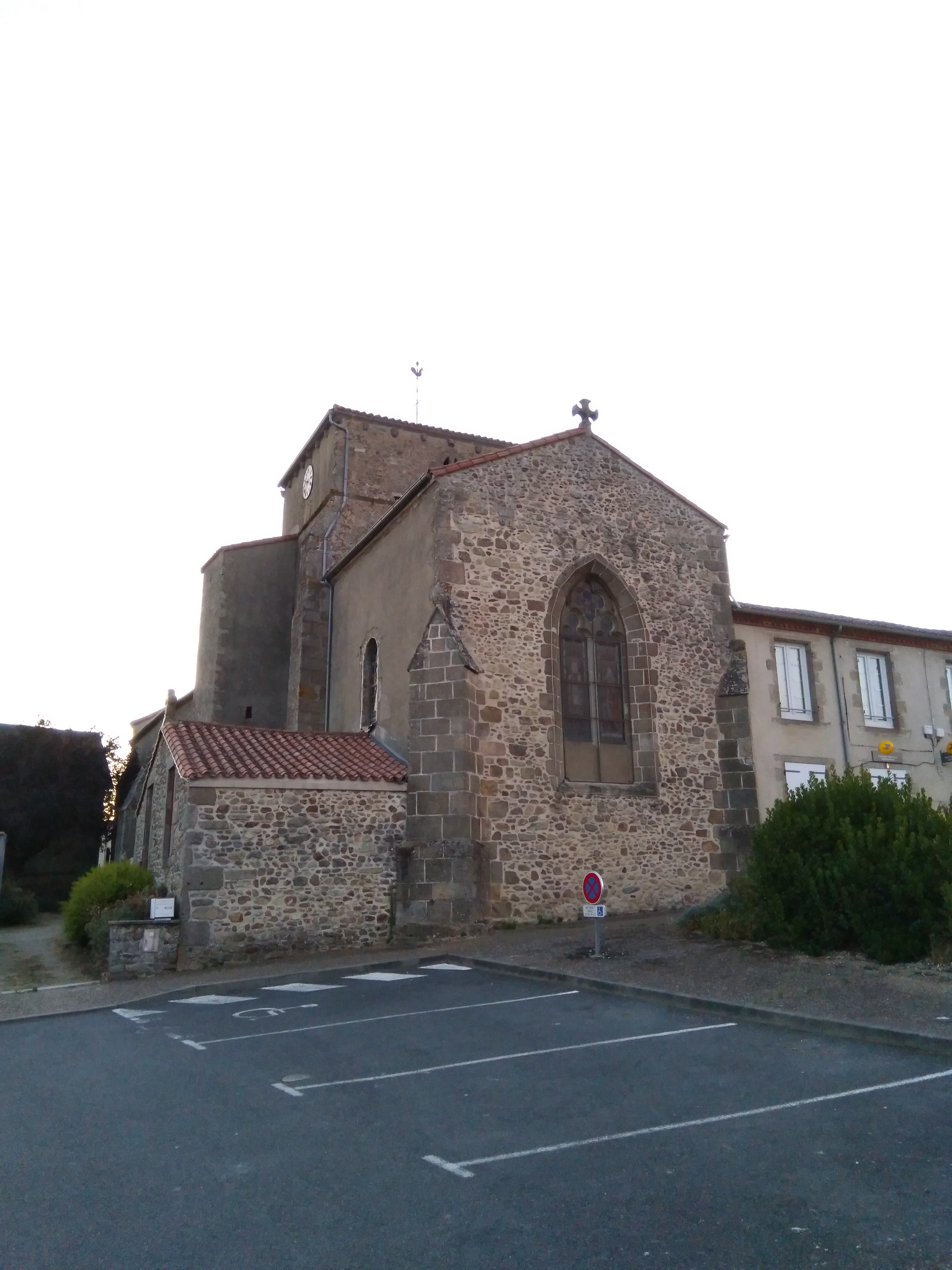
L'église de la commune de Saint-Porchaire, à côté de Bressuire.

Autres monuments et sites intéressants
- Vestiges de l'aumônerie Saint-Jacques (XIIe siècle), boulevard du Guédeau[55].
- L'église Saint-Porchaire de Saint-Porchaire (XVe siècle)[56]. Elle est inscrite à l'Inventaire général du patrimoine culturel[56].
- Église Notre-Dame de Chambroutet. Elle est inscrite à l'Inventaire général du patrimoine culturel[57].
- Église Saint-Christophe de Beaulieu-sous-Bressuire. Elle est inscrite à l'Inventaire général du patrimoine culturel[58].
- Église Sainte-Marie de Noirterre. Elle est inscrite à l'Inventaire général du patrimoine culturel[59].Église Sainte-Marie de Noirterre

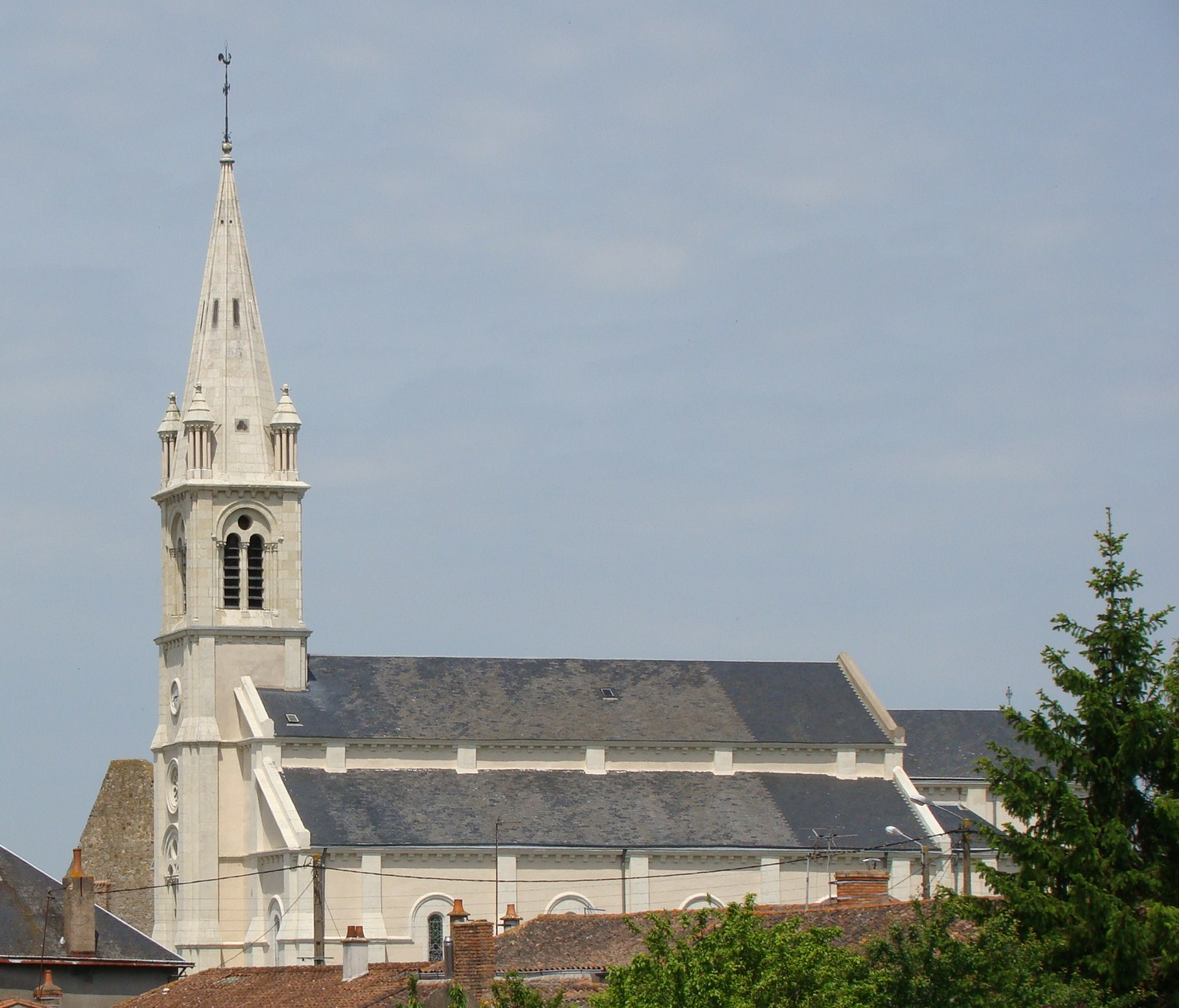
Église Sainte-Marie de Noirterre

- L'église Saint-Germain de Noirlieu (XIIe et XIXe siècles)[60], ornée de quatre verrières réalisées en 1922 par les ateliers Lorin, alors dirigés par Charles Lorin[61]. Elle est inscrite à l'Inventaire général du patrimoine culturel[62].
- Église Notre-Dame de Terves. Elle est inscrite à l'Inventaire général du patrimoine culturel[63].
- Église Notre-Dame de Breuil-Chaussée. Elle est inscrite à l'Inventaire général du patrimoine culturel[64].
- Église Saint-Savin-et-Saint-Cyprien de Clazay. Elle est inscrite à l'Inventaire général du patrimoine culturel[65].
- Église Saint-Jean-Baptiste de Bressuire. Elle est inscrite à l'Inventaire général du patrimoine culturel[66].
- L'hôtel Durant de La Pastellière, devenu hôtel Blactot, (XVe siècle puis premier quart du XIXe siècle). Ancien siège de la sous-préfecture, actuelle médiathèque[67].
- Le cloître Notre-Dame (ancien couvent des cordeliers, XVe siècle) accueillant une crèche animée[68].
- L'hôtel de la Taconnière (XVe siècle), place Dupin[69].
- Le logis de Saint Nicolas (XVe siècle), rue Jacques-Bujault[70].
- Le moulin de Cornet (XVIIe siècle ?), à Terves (lieu-dit de Puy-Fort), haut-lieu des guerres de Vendée[71].
- Le musée municipal.
- La coulée verte, aménagement des berges de la rivière Dolo sur 3 km en sentiers pédestres et de balades à vélo.

### Équipements culturels
- Bressuire possède un cinéma (5 salles) : Le Fauteuil Rouge sur la zone d'activités de Bocapôle, cinq hôtels pour plus de 120 chambres, un bowling 12 pistes et une vingtaine de restaurants. À proximité de la ville se situe une discothèque.
- Le Théâtre du Bocage, compagnie professionnelle, a son siège à la Maison des Arts. Il crée des spectacles et encadre des ateliers de pratique amateur.
- Le Théâtre de Bressuire propose une programmation culturelle. Ouvert en 2011, le nouvel espace culturel lui permet d'accueillir spectateurs et artistes.
- Une médiathèque est aménagée dans les locaux de l'ancienne sous-préfecture, l'hôtel Durant de La Pastellière.
- Un musée d'art et d'histoire, installé dans les anciens greniers à blé de la ville, présente la longue tradition de fabrication de poteries de Saint-Porchaire et les œuvres du grand verrier et vitrailliste bressuirais Max Ingrand (1908-1969).

### Patrimoine naturel
Tourisme vert

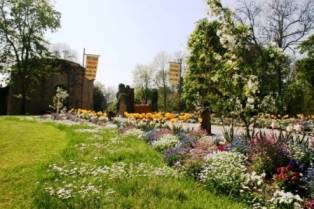
Entrée fleurie du château.

Le Bocage bressuirais offre aux promeneurs et visiteurs plusieurs parcours de randonnées ; une cinquantaine de circuits de randonnées sillonnent le territoire, où d’anciennes voies ferrées ont été aménagées en « voies vertes ».
La coulée verte, aménagée sur les berges de la rivière du Dolo en sentiers pédestres et chemins de promenades à vélo, permet de découvrir le château de Bressuire, les douves aménagées, la vallée du Dolo, des petits chemins et sentiers menant au Verger des Sculpteurs, aux ruines des moulins de Roux et Javart, jusqu’au lac de la Chaize, au camp romain et au lac de Bellefeuille.
Faune et flore
Les haies bocagères et les prairies caractérisent ce milieu naturel où se pratique une gestion ancestrale (prairies en pâturage, fauchage et entretien régulier des haies) qui permet de préserver les sols et leur fertilité et la qualité des nappes phréatiques comme celle de la faune et de la flore.[réf. nécessaire]

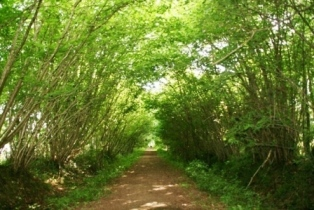
La voie verte.
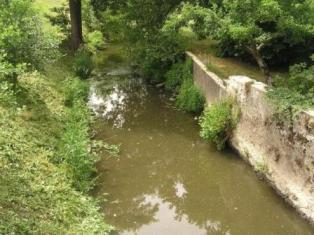
La coulée verte.
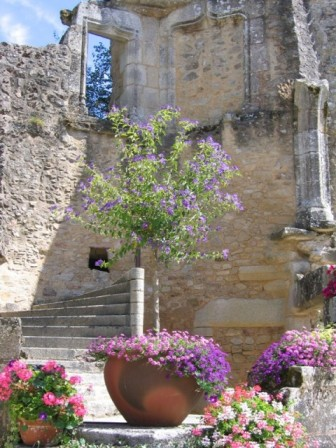
Les ruines fleuries du château de Bressuire.

### Personnalités liées à la commune
- Raoul Ardent (avant 1140 - 12 septembre 1199 ou 1200), théologien et prédicateur, né à Bressuire ;
- Charles Ier Durant de La Pastellière (1654-1736) : né à Bressuire, il fut le premier maire de Bressuire du 5 janvier 1703 à l'année 1715 ;
- Pierre François Robouam (1753-1835) : homme politique mort à Bressuire ;
- Jean-Baptiste Desmarres (1760-1794) : adjudant général commandant la place de Bressuire ;
- René François Lecomte (1764-1793) : général mort à Bressuire ;
- Jacques-Gabriel Aubin (1784-1852) : magistrat et homme politique, mort à Bressuire ;
- François Boussi (1795-1868) : homme politique mort à Bressuire ;
- Marc Horace Demarçay (1813-1866) : homme politique mort à Bressuire ;
- Calixte Camelle (1863-1923), homme politique, député de la Gironde de 1910 à 1919 ;
- René Héry (1870-1941) : homme politique, Maire de 1901 à 1941 et Sénateur de 1920 à 1941, né et mort à Bressuire ;
- Germaine Lecomte (1889-1966) : créatrice de mode et de costumes pour le cinéma née à Bressuire ;
- Simone Gouzé (1889-1983) : artiste, dessinatrice et exploratrice française née à Bressuire ;
- Max Ingrand (1908-1969) : maître-verrier et décorateur français, né à Bressuire ;
- Abel Billy (1909-1944) : résistant français, Compagnon de la Libération, né à Saint-Porchaire ;
- Jean-Paul Chiron (1947-) : pharmacien et professeur des universités en bactériologie et virologie, Secrétaire perpétuel et Président de l'Académie nationale de Pharmacie, né et ayant vécu à Bressuire ;
- Catherine Breillat (1948-) : romancière, réalisatrice, actrice et scénariste, née à Bressuire ;
- Jérôme Pitorin (1971-) : animateur de télévision, réalisateur, comédien, né et ayant étudié à Bressuire ;
- Mickaël Hay, (1974-) : joueur professionnel puis entraîneur de basket-ball ;
- Guillaume Carcaud (1978-) : comédien, a étudié à Bressuire ;
- Coraly Gelle (1977-) : chanteuse ex-membre du groupe L5, née à Bressuire ;
- Olivier Dupin (1979-) : né à Bressuire, écrivain pour la jeunesse ;
- Sacha Houlié (1988-) : homme politique, né à Bressuire ;
- Clémence Guetté (1991-) : femme politique, née à Bressuire ;
- Hugo Hay (1997-) : athlète international, né à Bressuire.

### Héraldique et vexillologie
Héraldique
| Blason | Blasonnement : D'argent à l'aigle bicéphale de sable. Commentaires : La ville de Bressuire obtient ses armes par ordonnance du 1er juillet 1701. Elles ont été déposées par le premier maire de Bressuire (Charles Durant de La Pastellière) au Bureau des maîtrises existant à cette époque à Thouars, bureau habilité, le 22 décembre 1698, puis enregistrées à l'Armorial général de France : D’argent à une aigle déployée à deux testes de sable (en matière d'héraldisme, aigle est au féminin). Ces armes rappellent celles de la famille de Beaumont, seigneurs de Bressuire du Xe au XVIe siècle, qui portaient une aigle d'or sur champ de gueules semé de moucheture d'hermines (ou de fers de lance). |

Vexillologie
Le drapeau est identique aux armes : Blanc à l'aigle bicéphale noire au centre.